# Weichsel

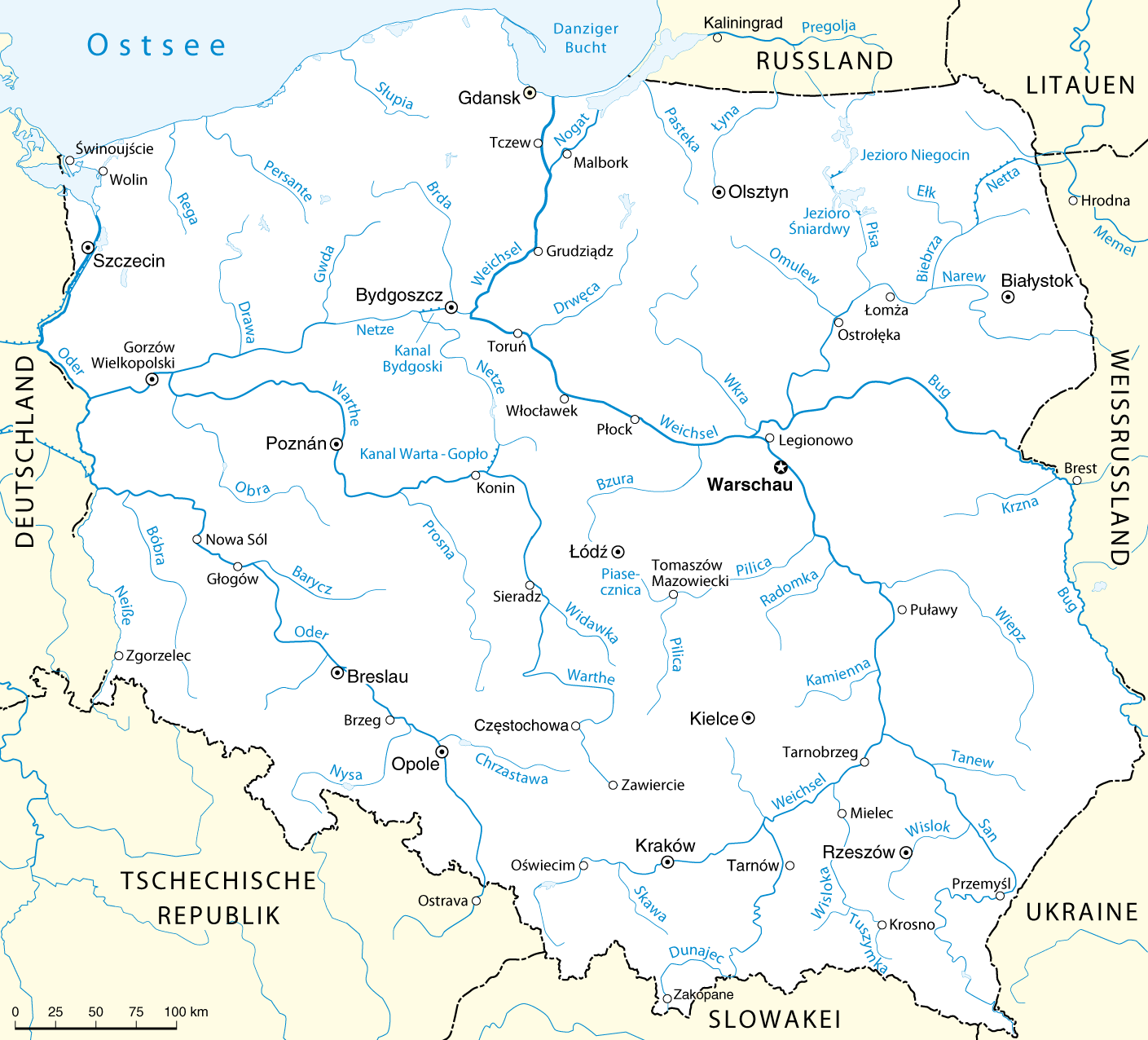
Lage der Weichsel im polnischen Gewässernetz

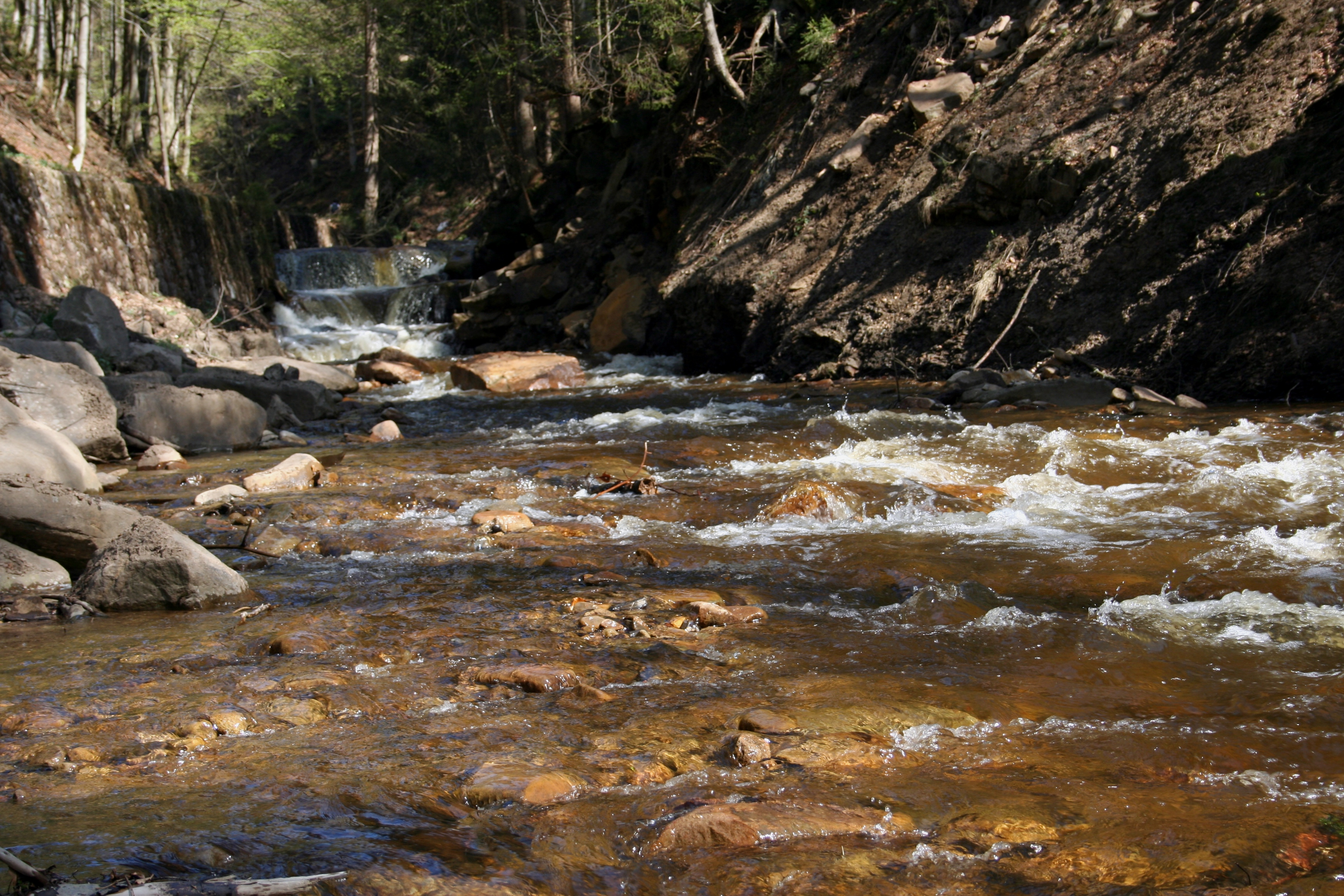
Quellfluss Czarna Wisełka

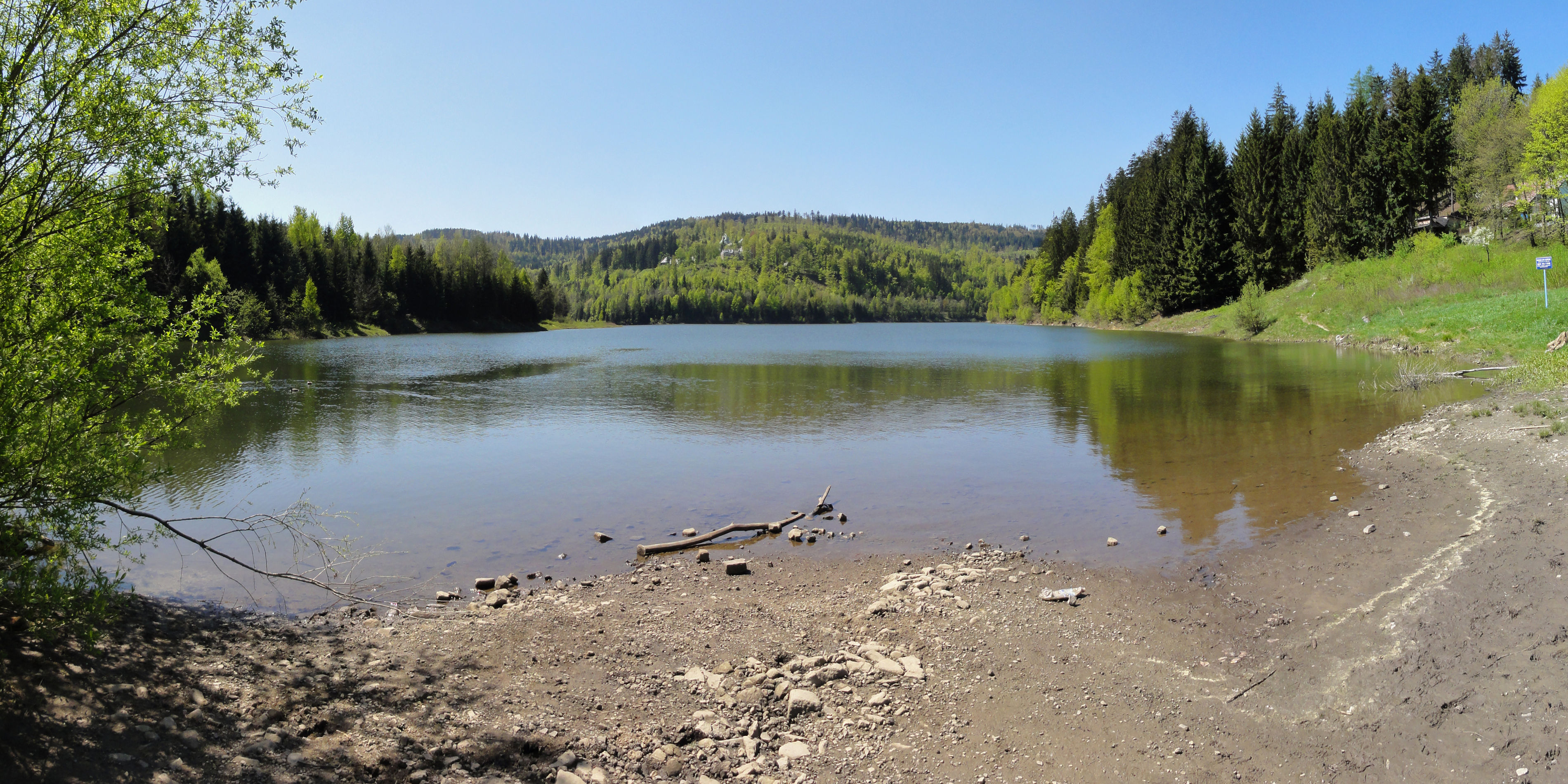
Jezioro Czerniańskie

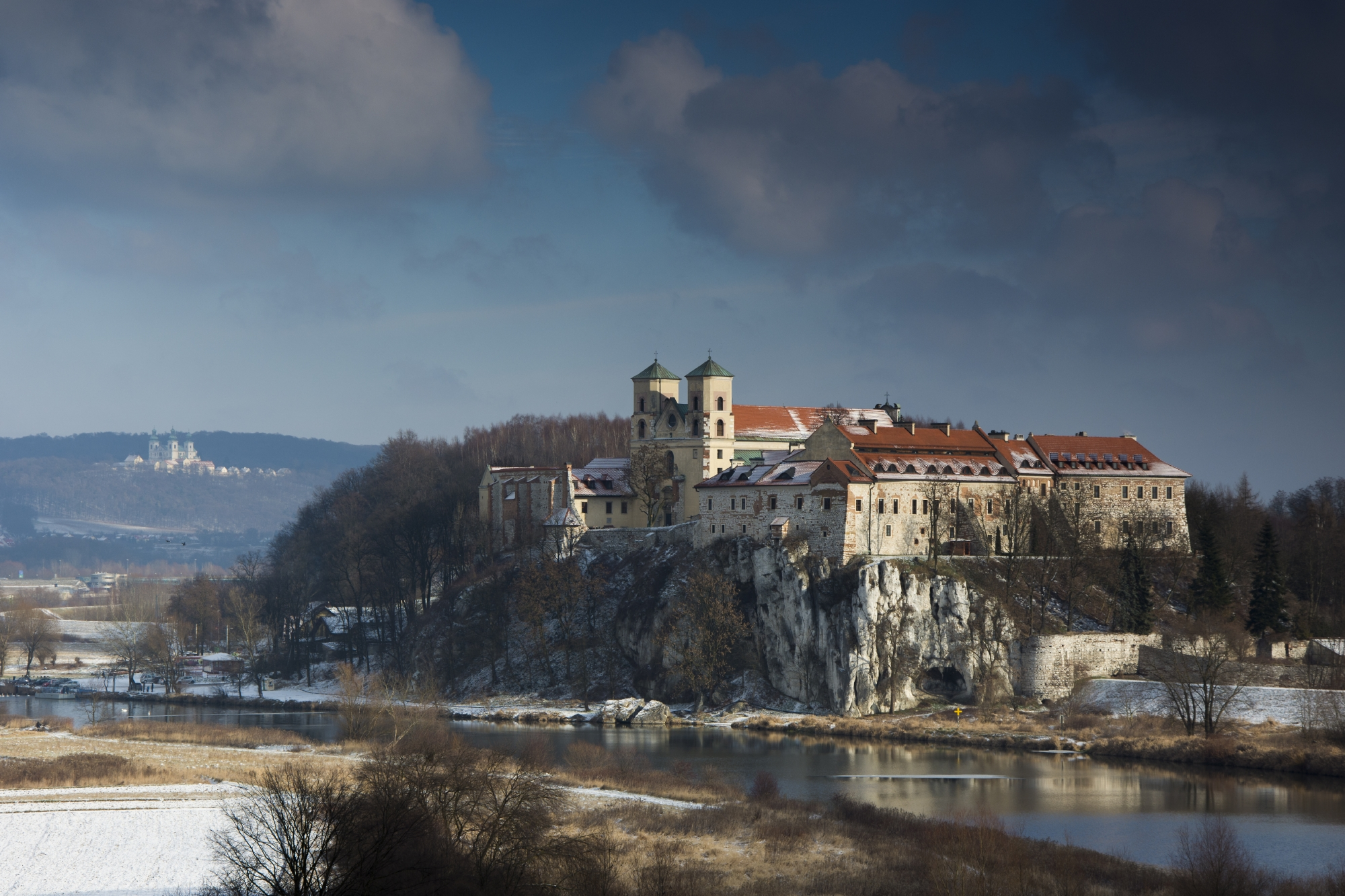
Krakauer Tor bei Tyniec

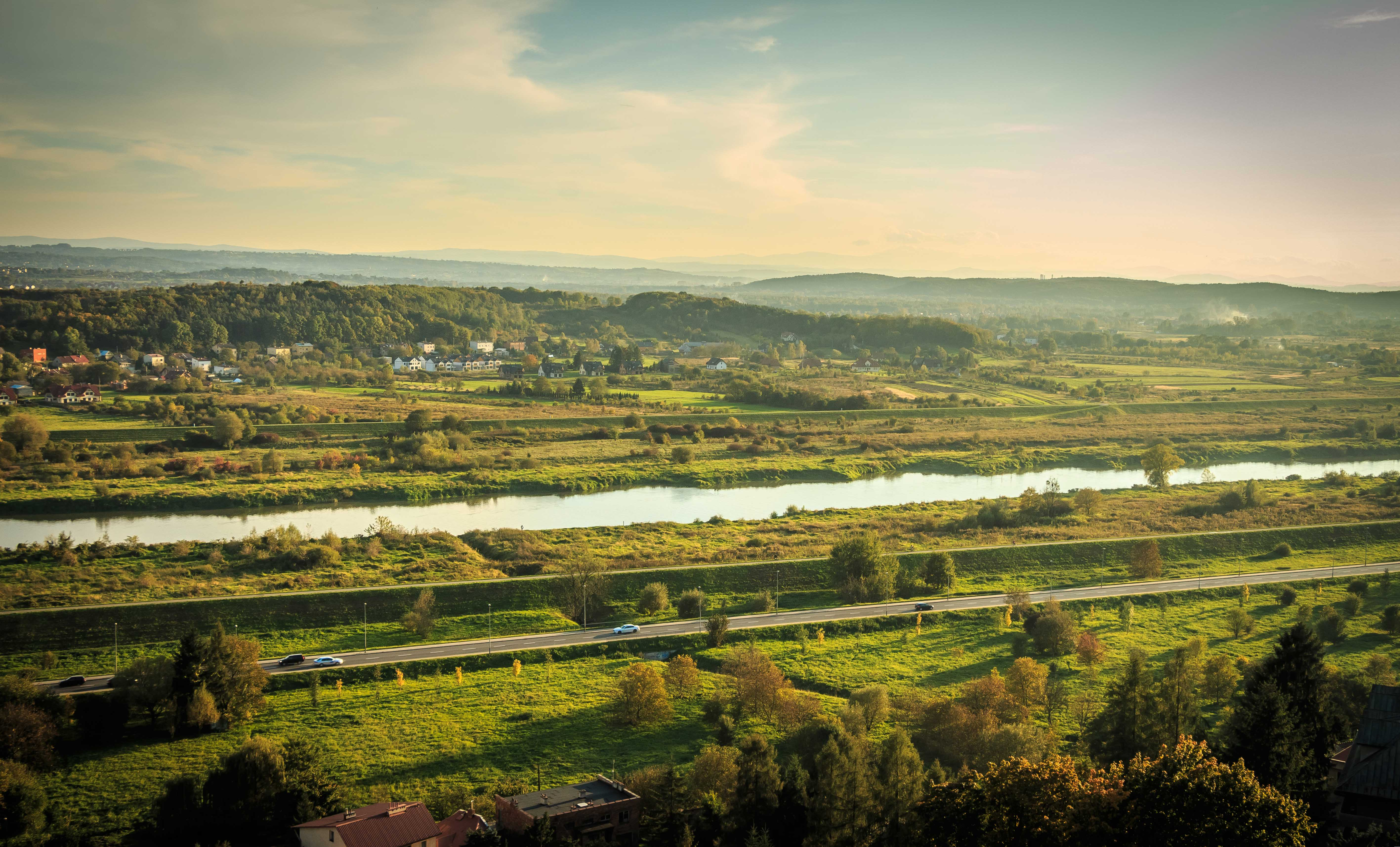
Vom Schloss Wartenberg

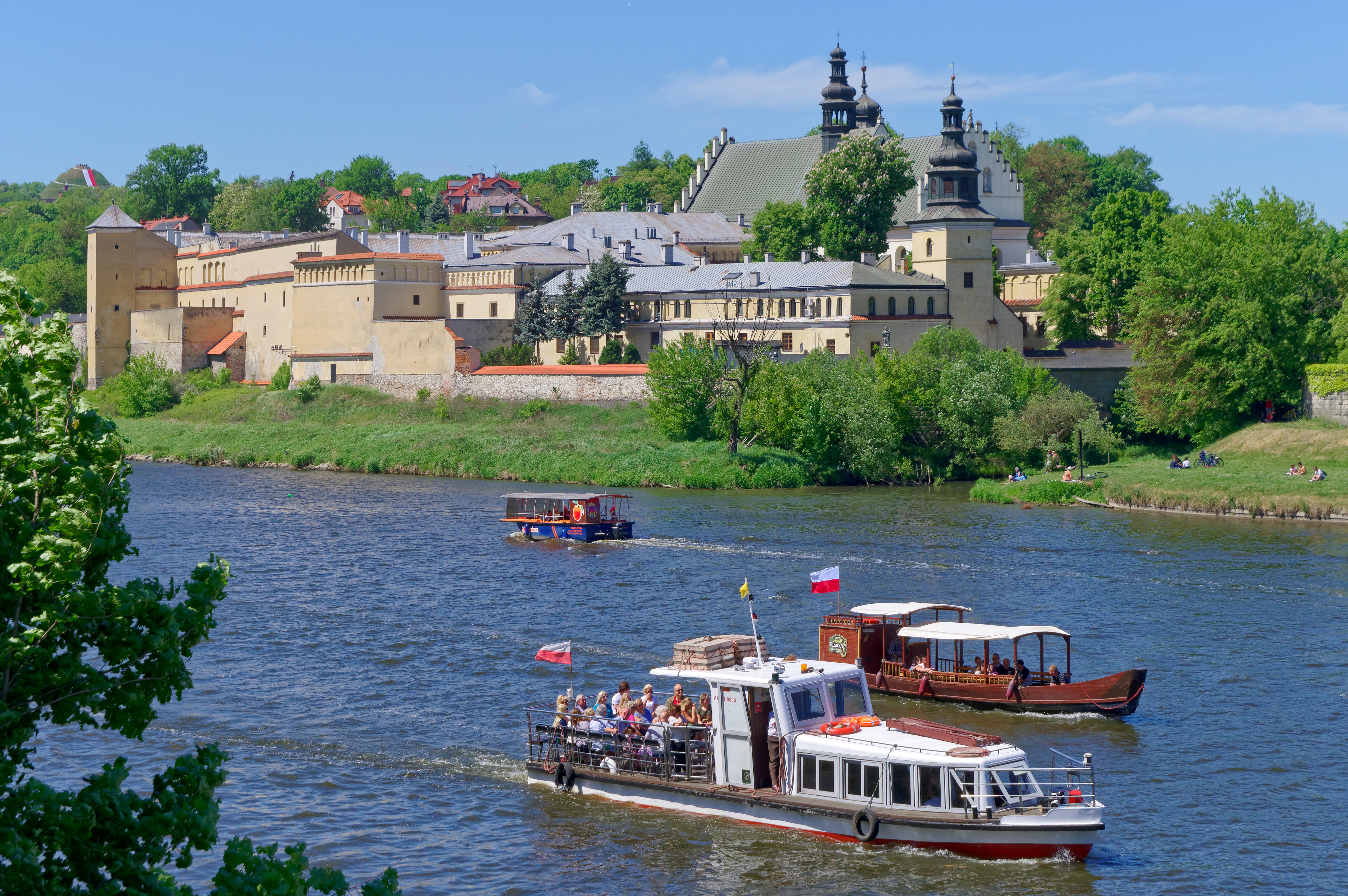
Norbertinerinnenkloster in Krakau

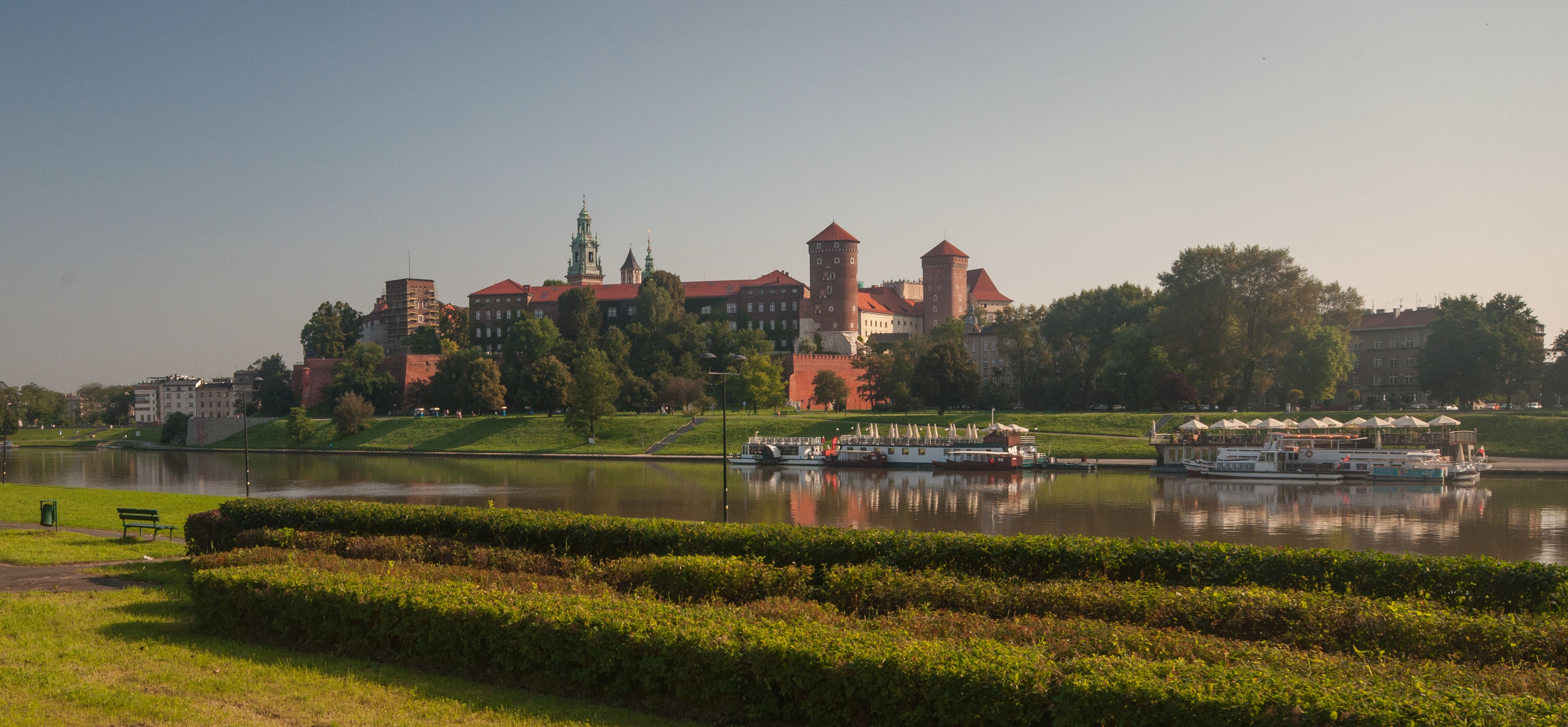
Wawel in Krakau

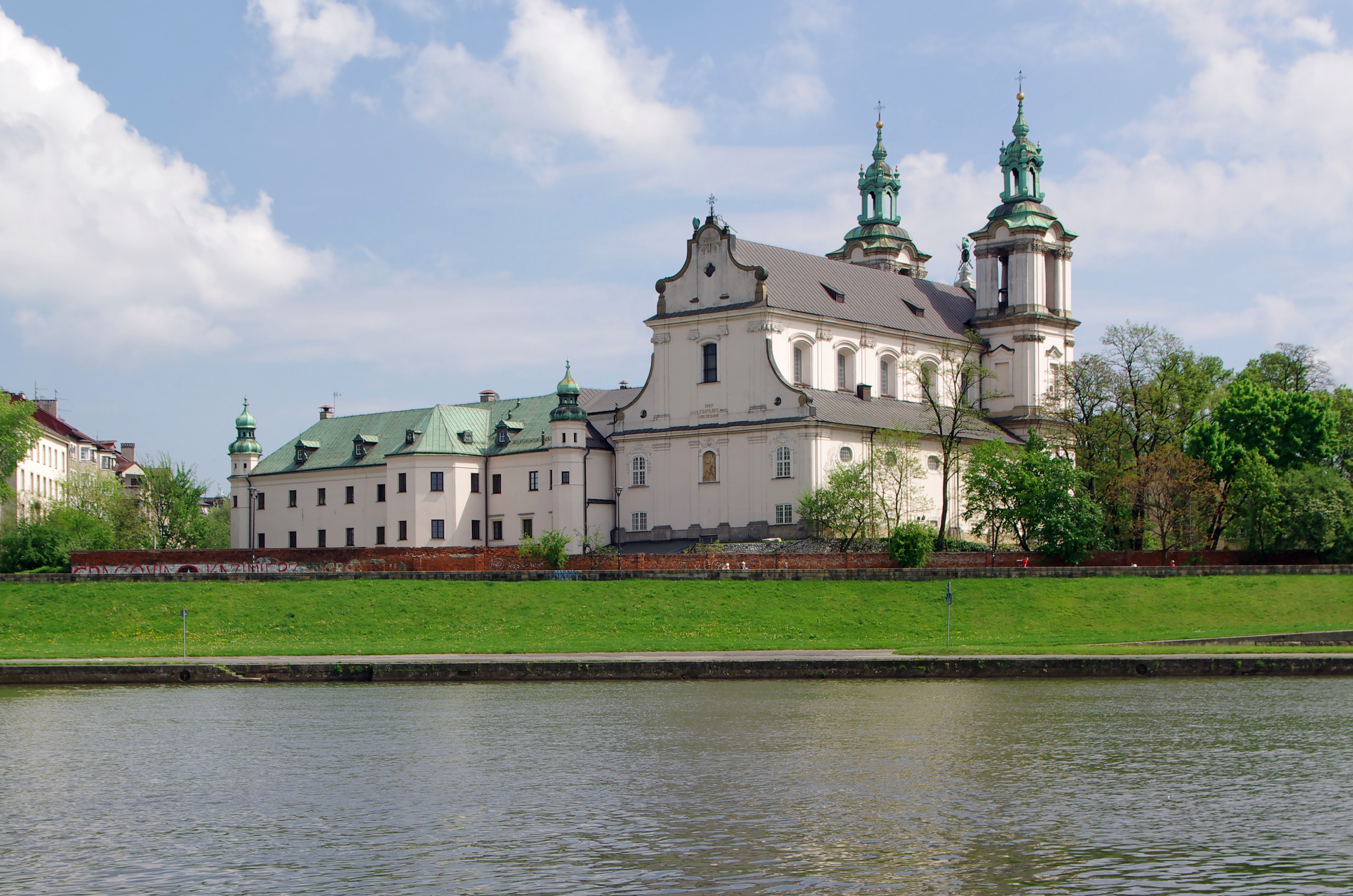
Paulinerbasilika in Kazimierz

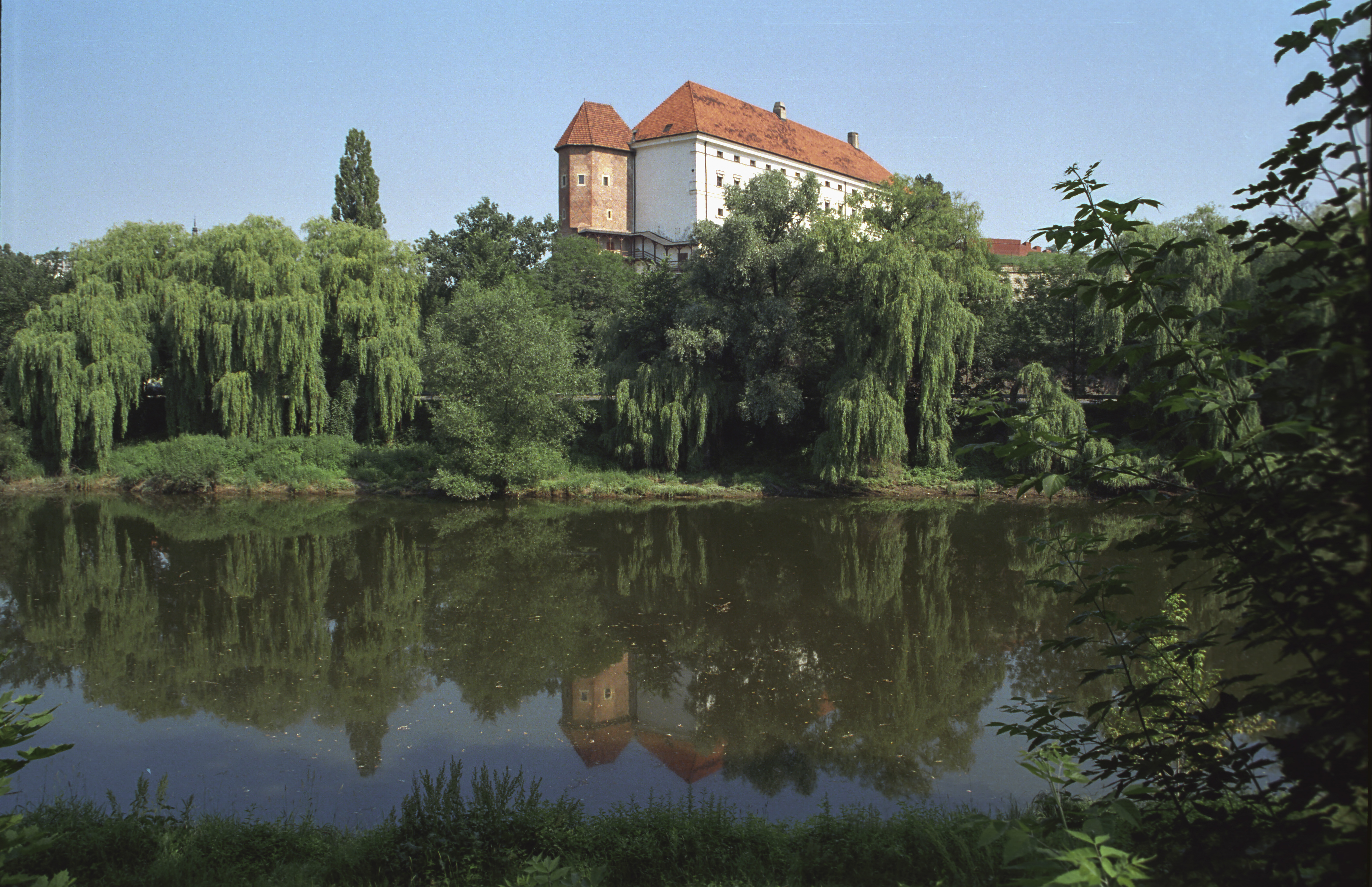
Burg in Sandomierz

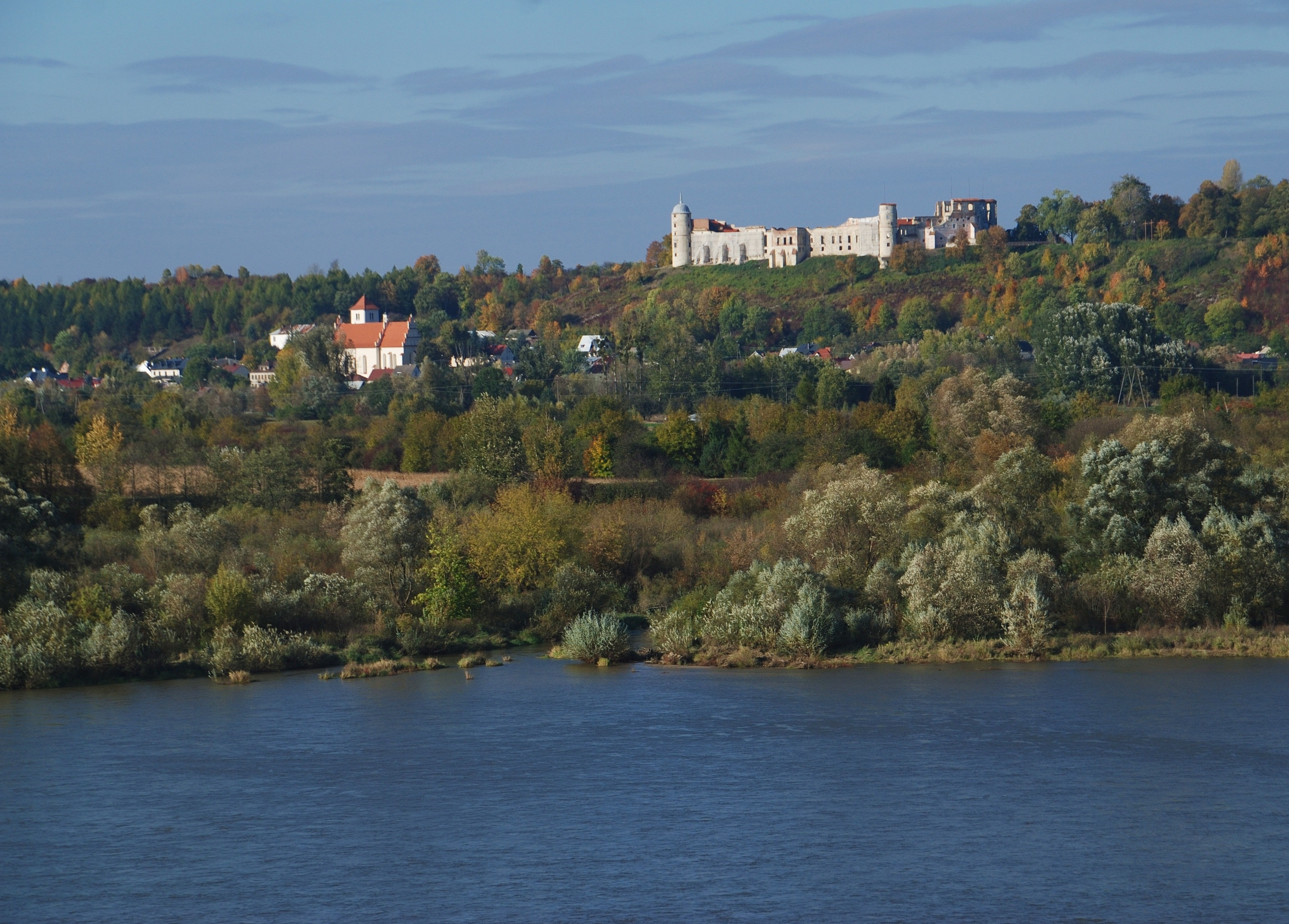
Weichseldurchbruch bei Janowiec

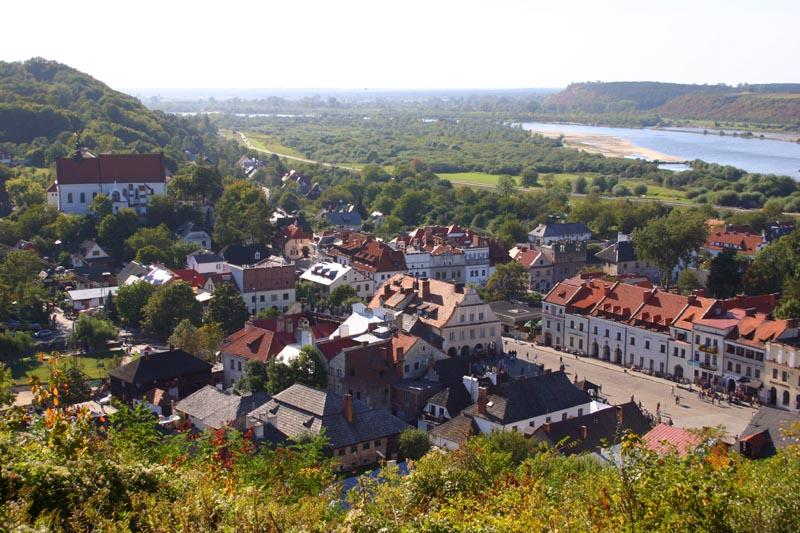
Weichseldurchbruch bei Kazimierz Dolny

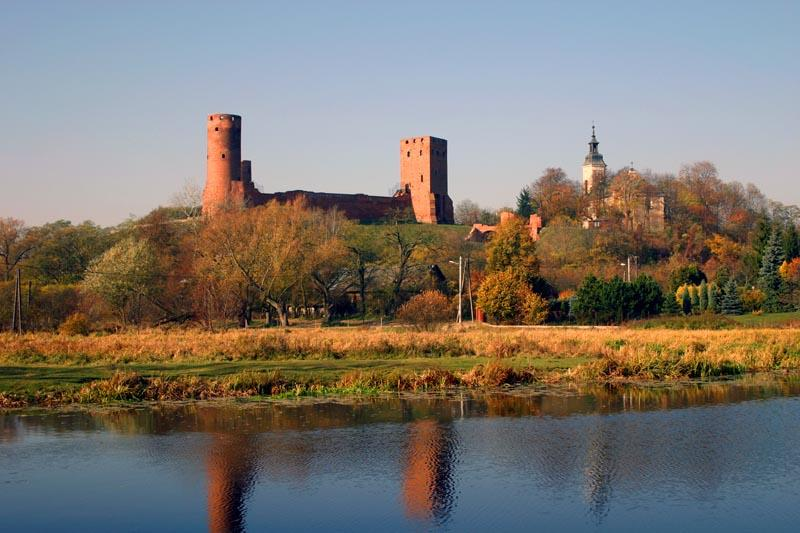
Burg in Czersk

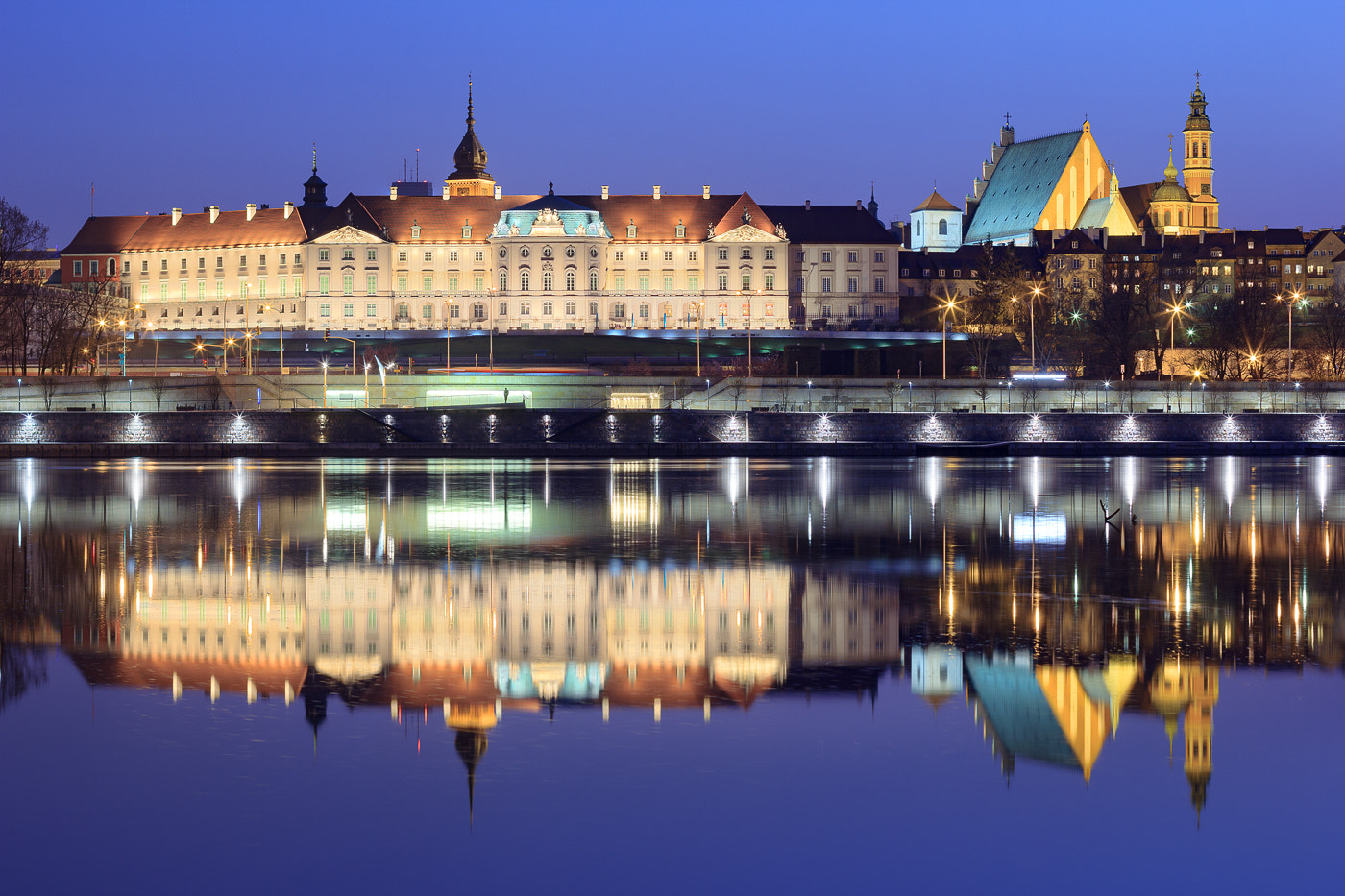
Warschauer Altstadt

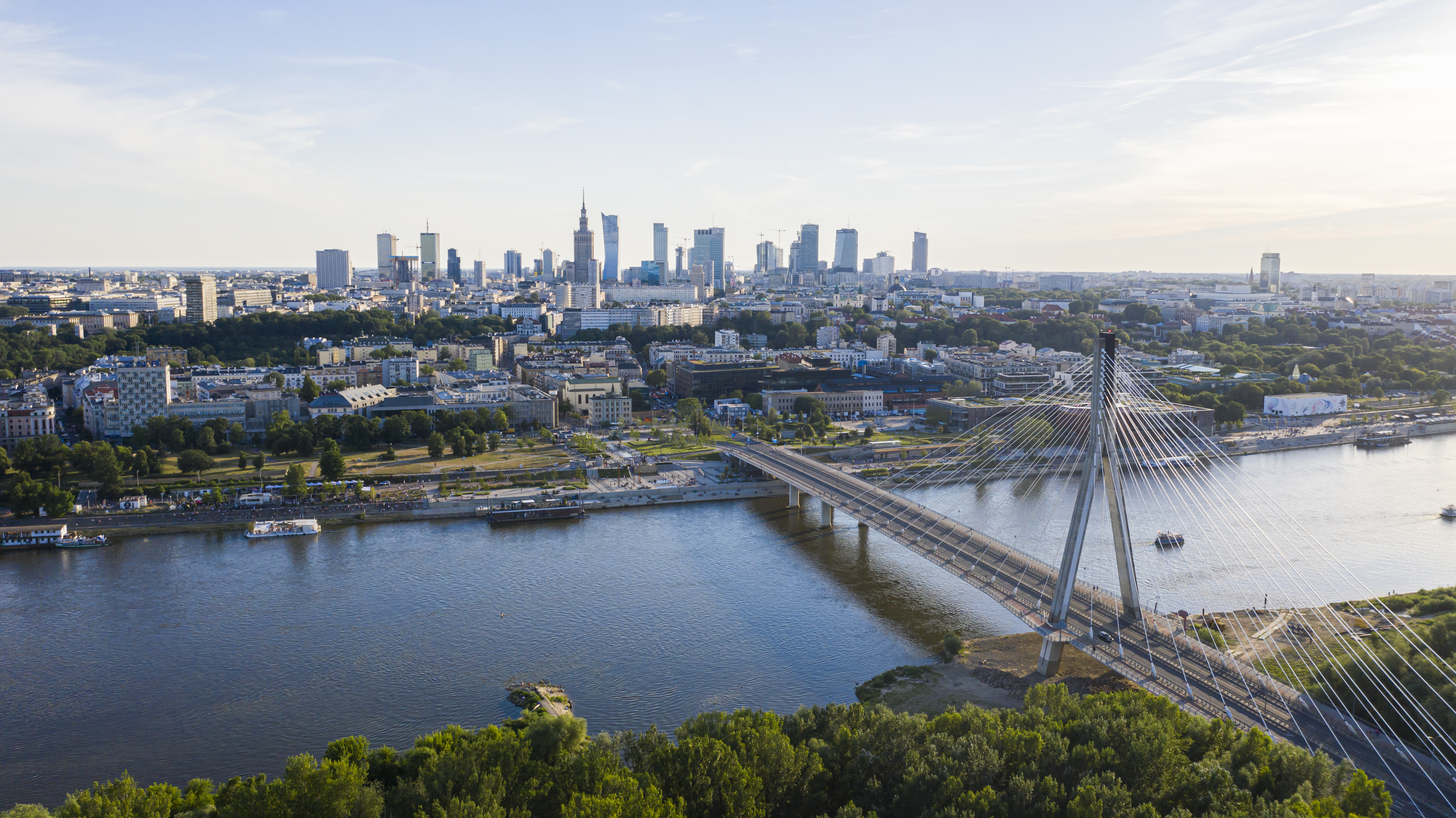
Warschauer Neustadt

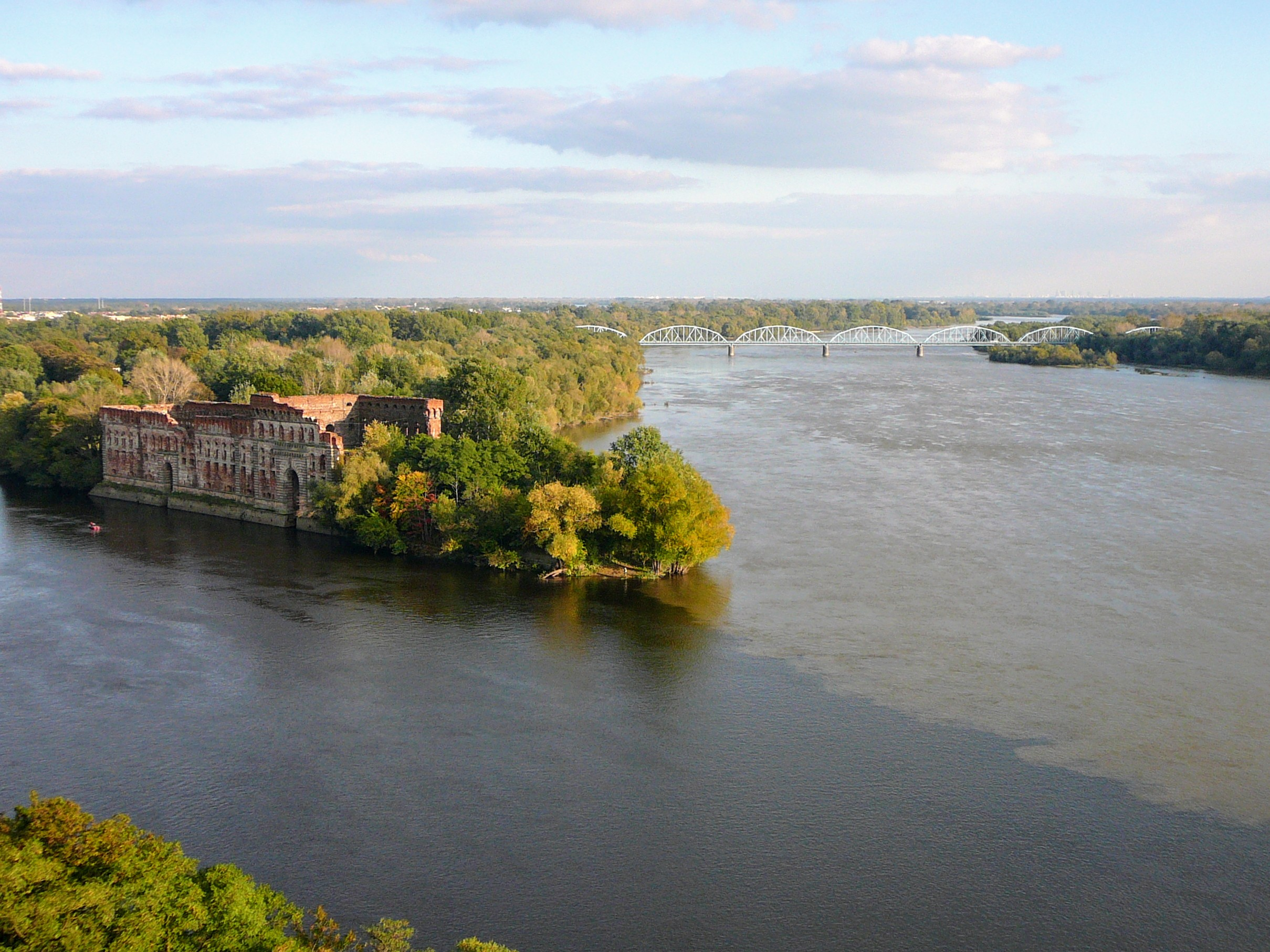
Zusammenfluss von Narew (links) und Weichsel (rechts) bei Modlin

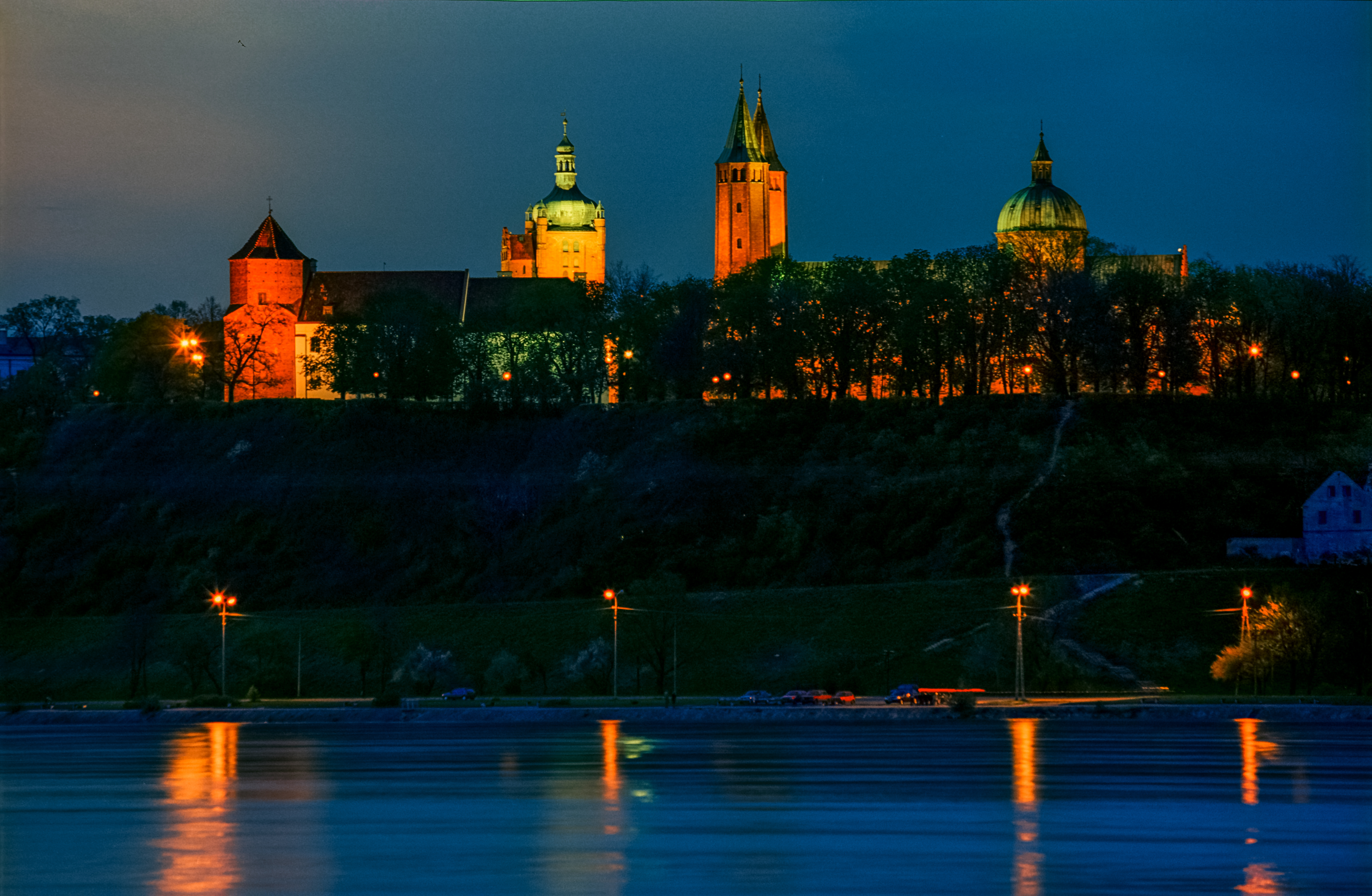
Płock

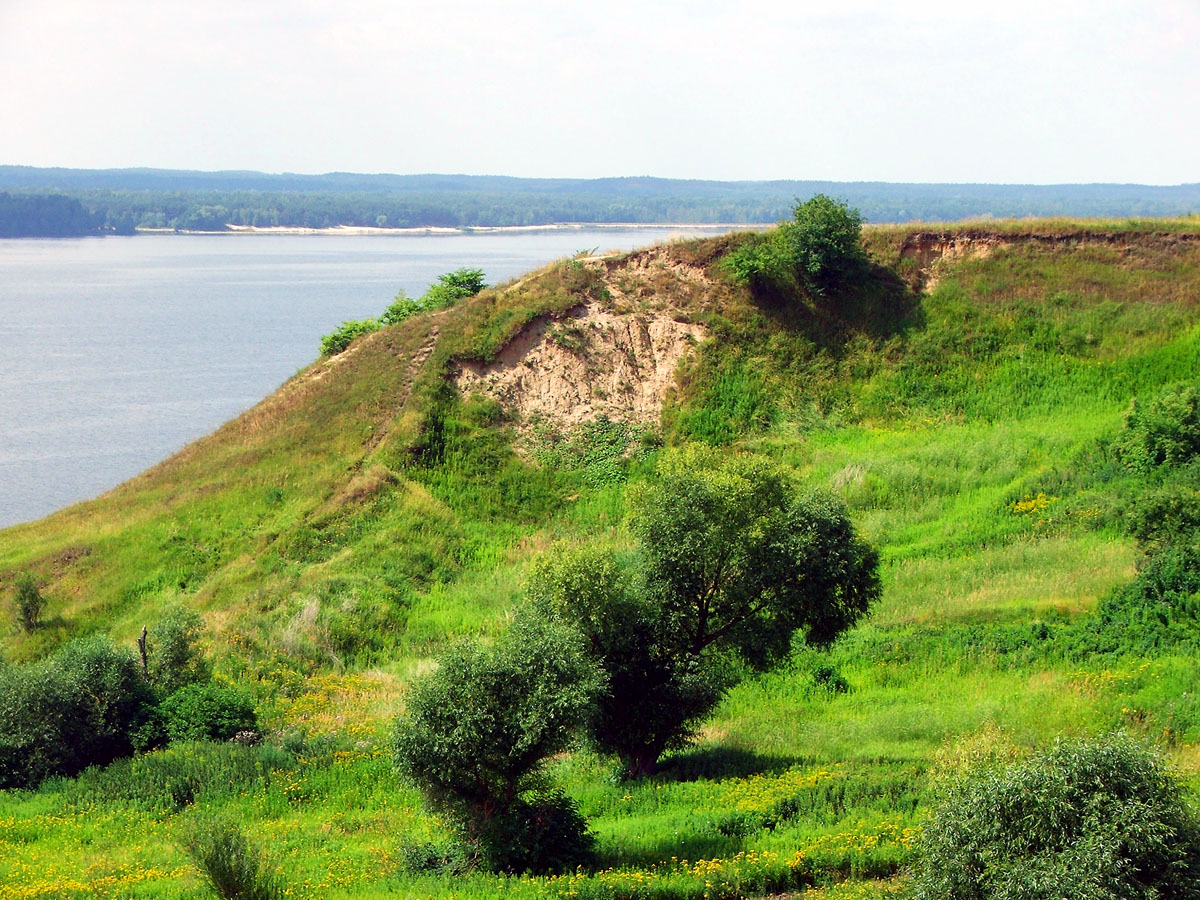
Dobrzyń nad Wisłą

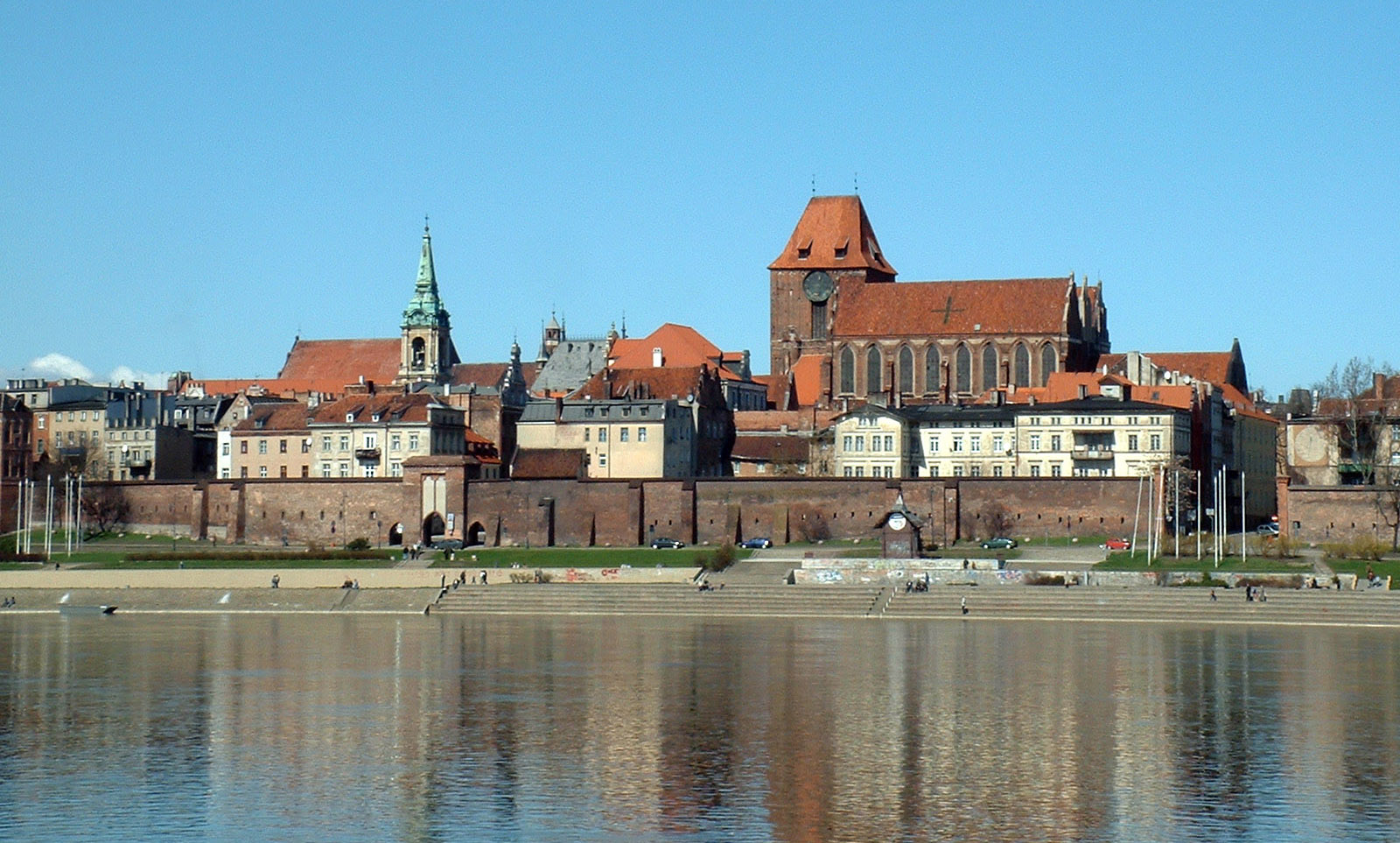
Toruń

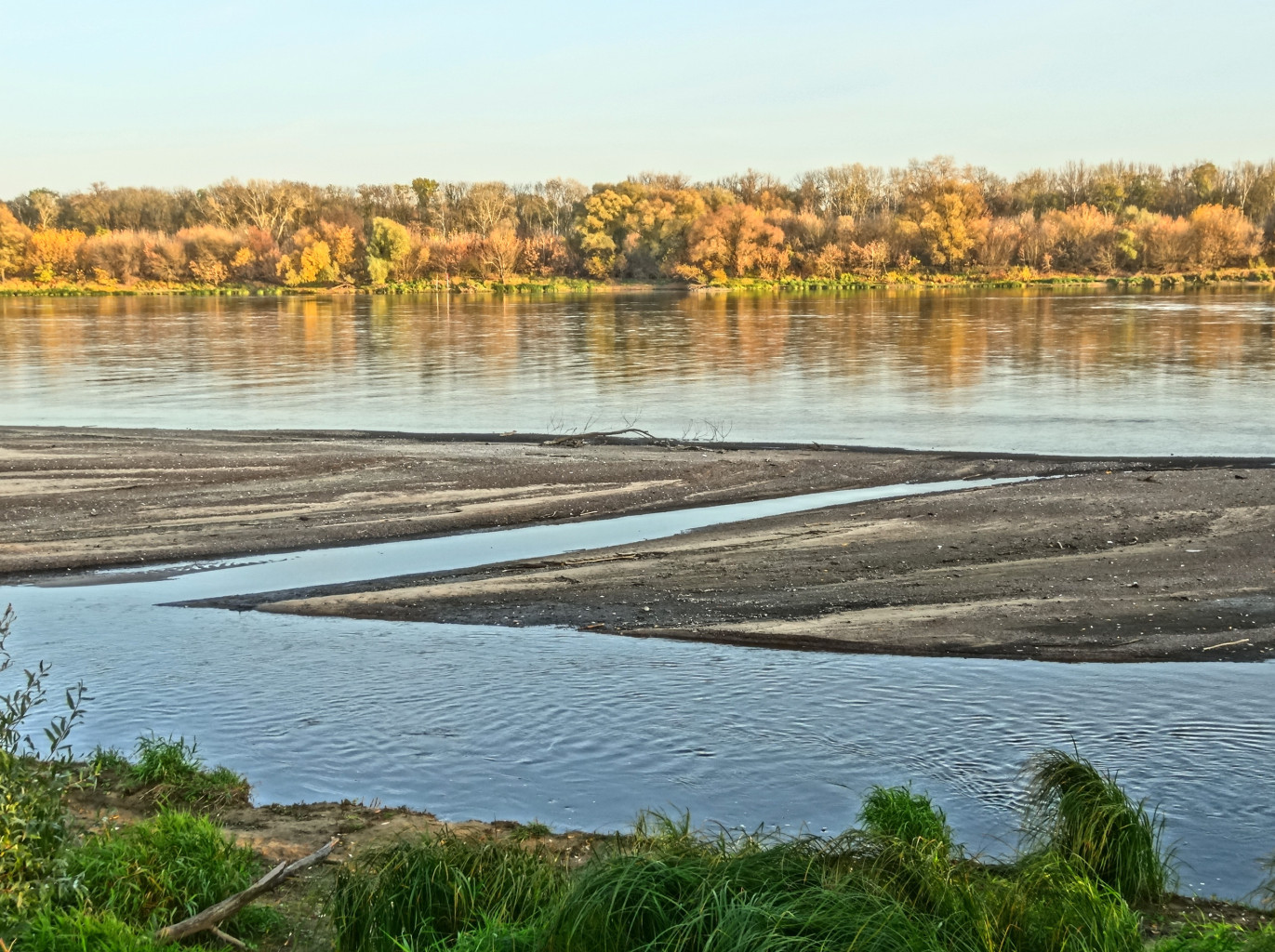
Bydgoszcz

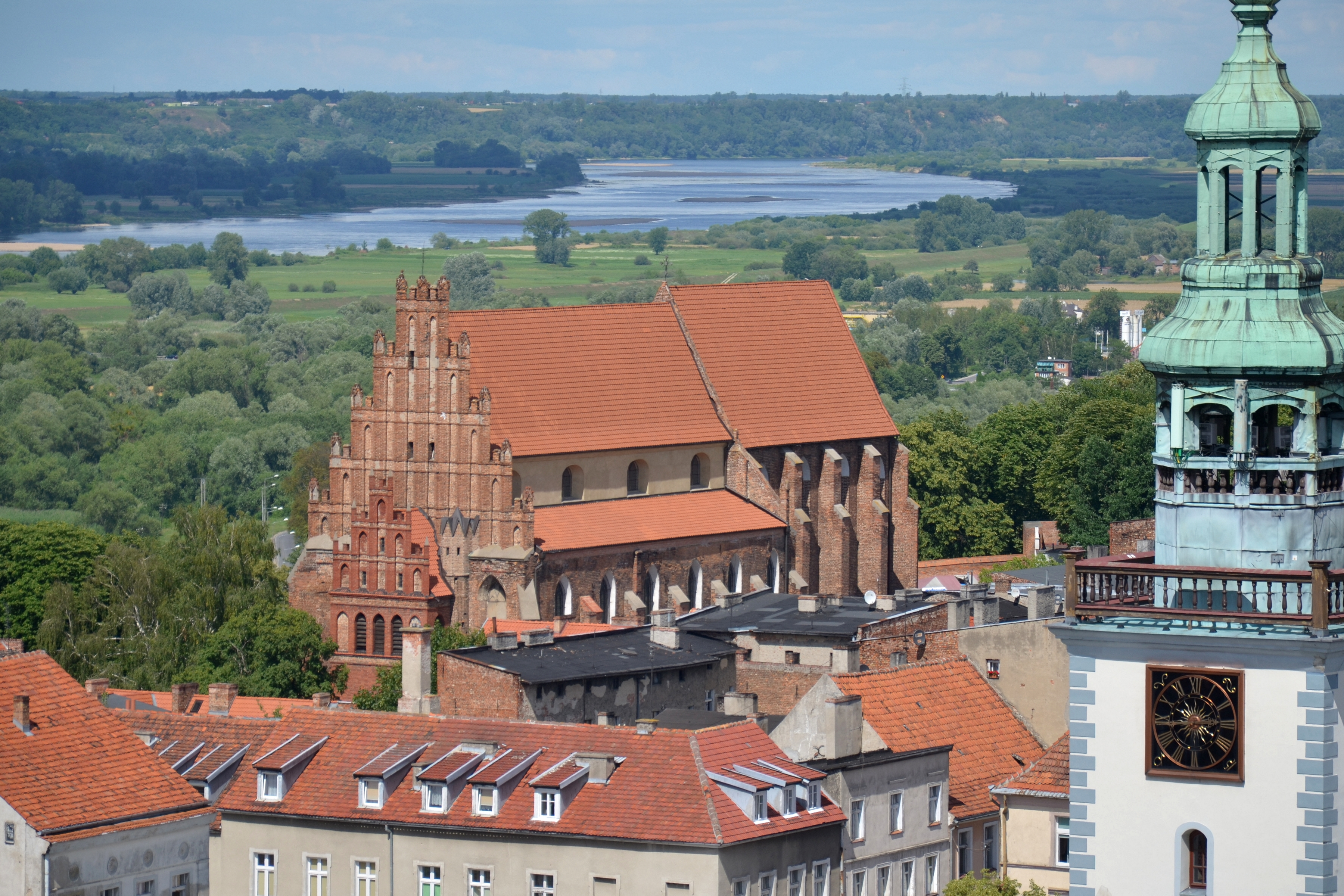
Chełmno

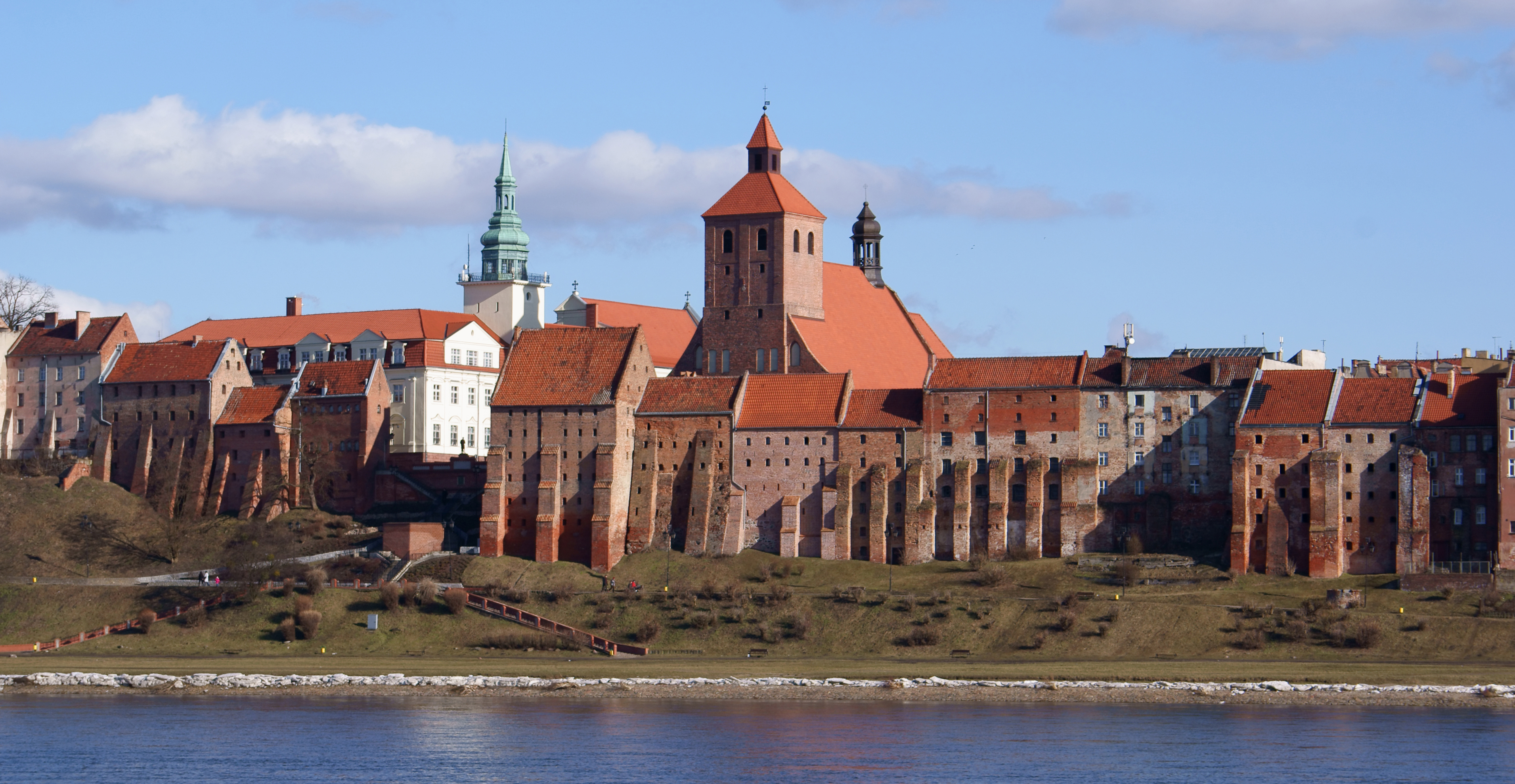
Grudziądz

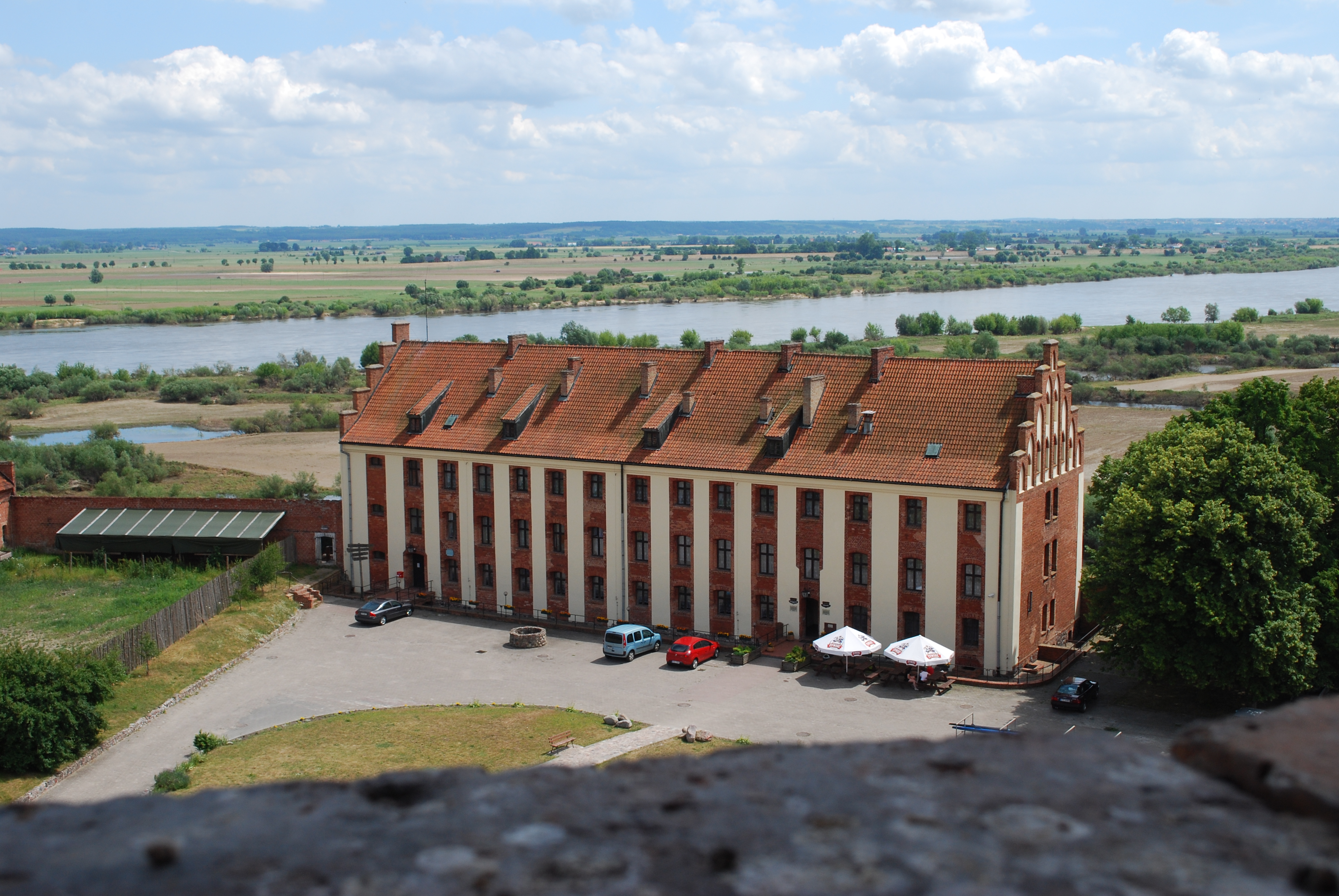
Von der Burg Mewe in Gniew

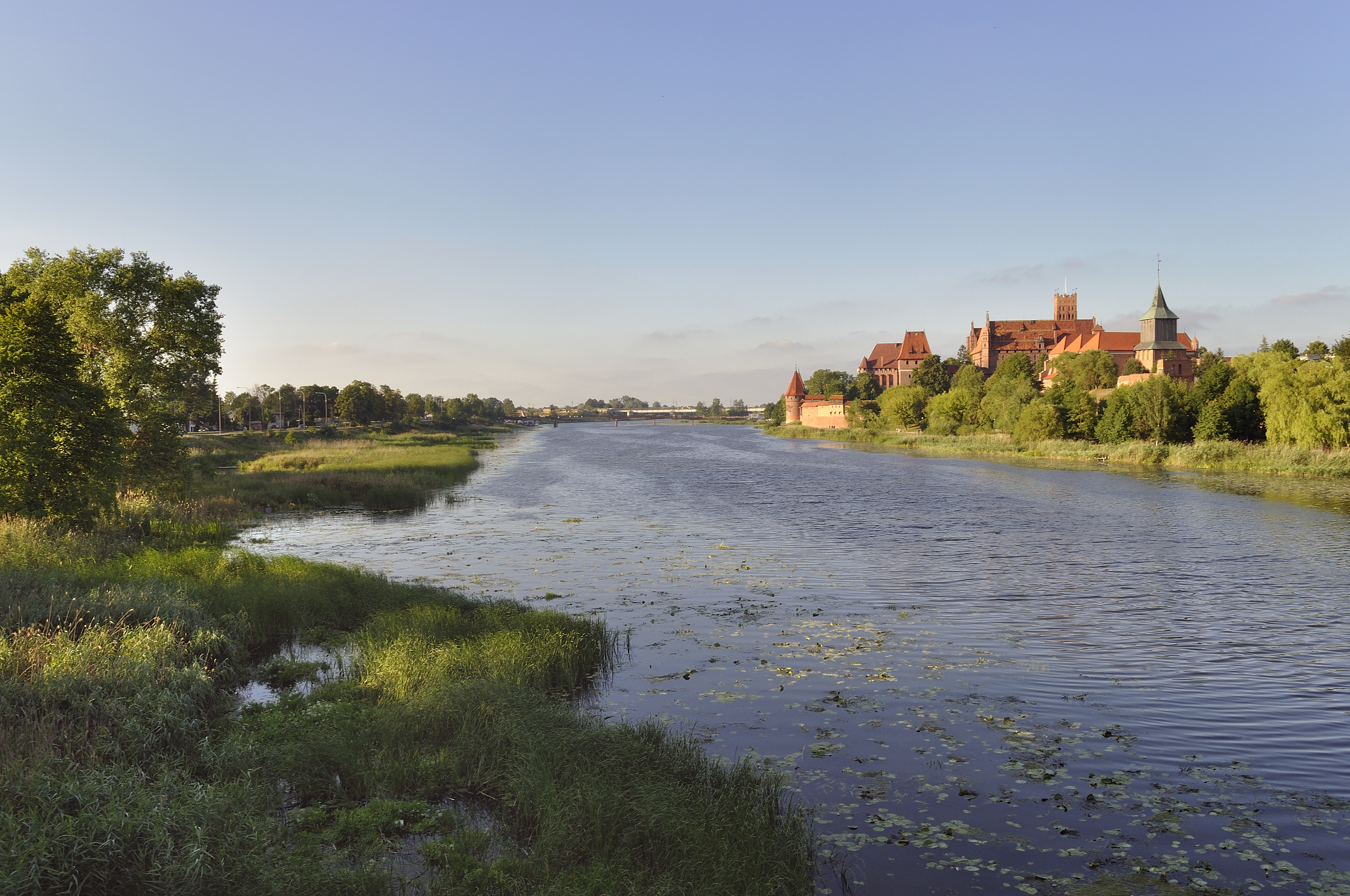
Malbork im Weichseldelta

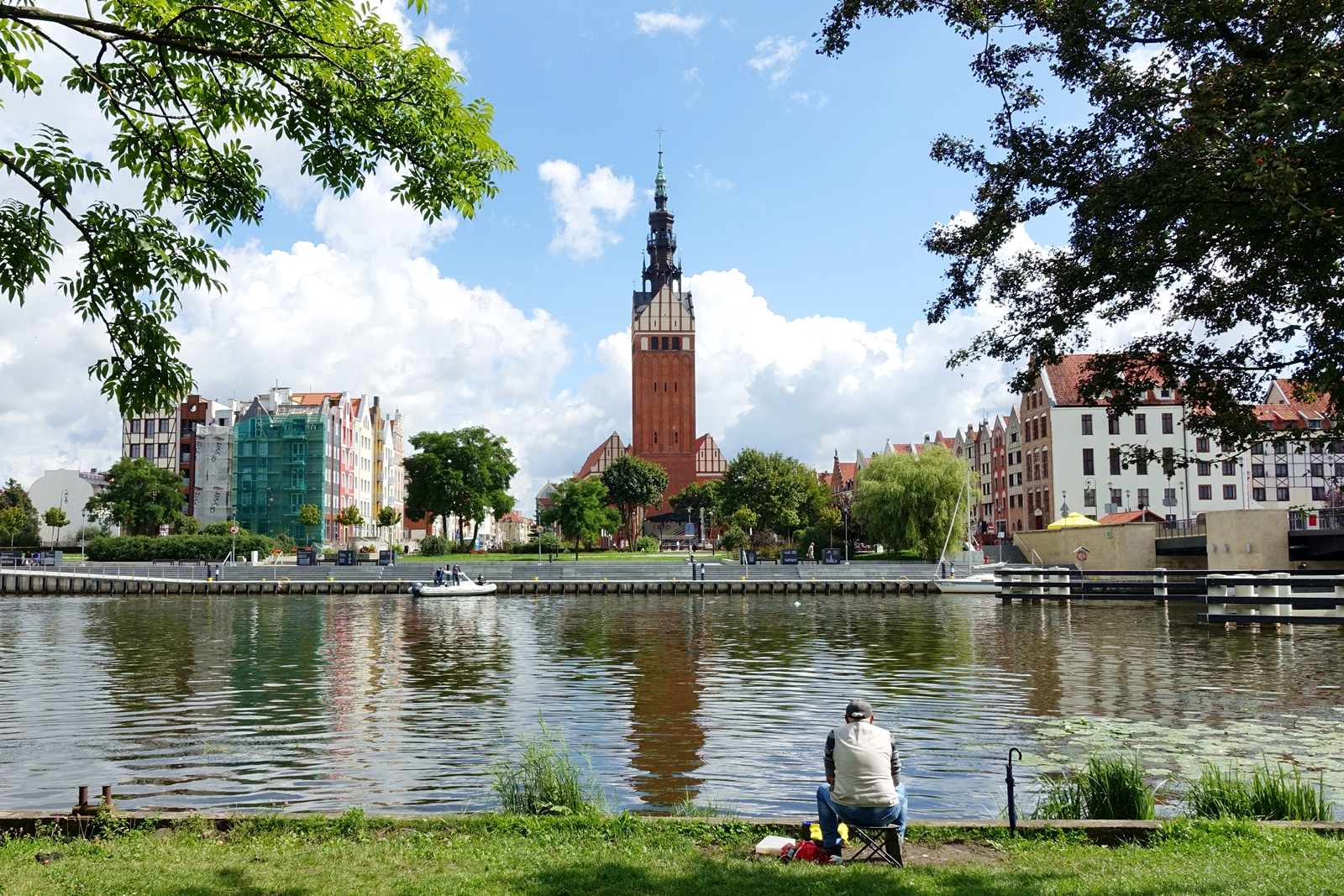
Elbing im Weichseldelta

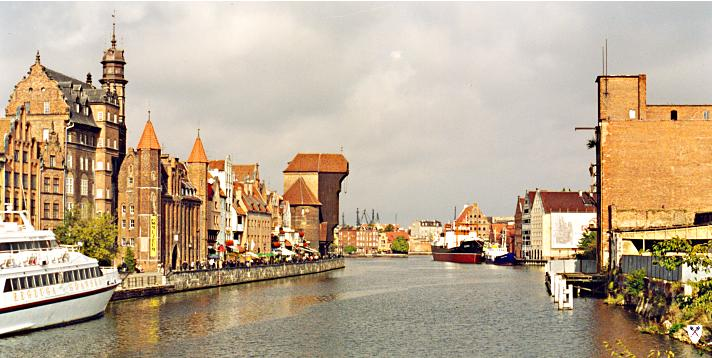
Danzig im Weichseldelta

Mündung bei Mikoszewo

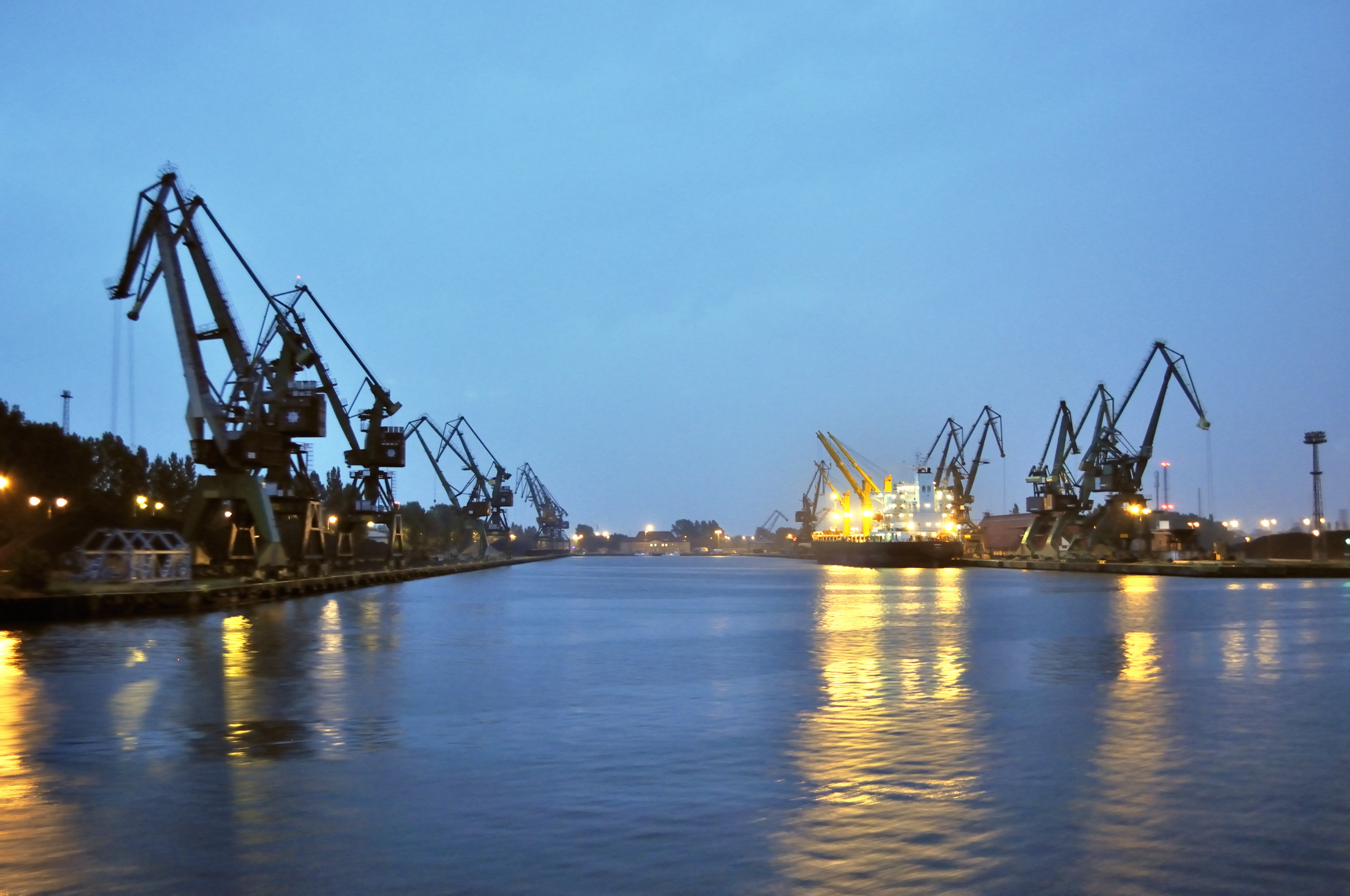
Hafen in Danzig

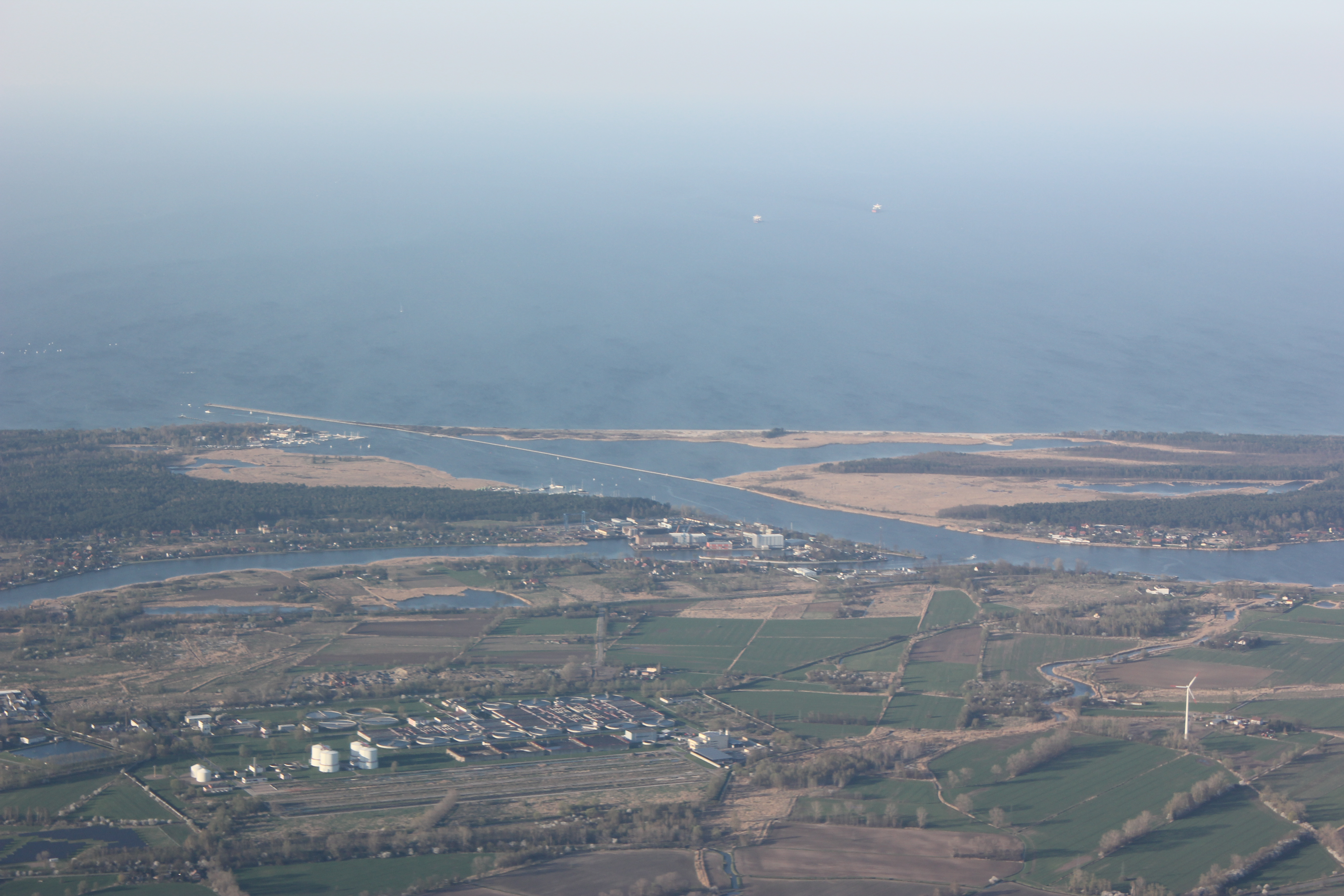
Mündung bei Danzig

Die Weichsel (kaschubisch und polnisch Wisłaⓘ [ˈvʲiswa], tschechisch Visla, lateinisch Vistula) ist ein 1048 Kilometer langer und für europäische Verhältnisse weitgehend unregulierter und naturbelassener Strom. Sie ist der längste Fluss in Polen und zudem der längste in die Ostsee mündende Fluss. Das Einzugsgebiet umfasst auch Teile der Slowakei, Belarus’ und der Ukraine. Der längste Gewässerlauf in ihrem Flusssystem sind die 1213 Flusskilometer von der Quelle des Westlichen Bug bis zur Ostsee.
Auf alten Landkarten findet man auch die Schreibweisen W(e)ixel oder Wissel.

## Etymologie
Es besteht Uneinigkeit darüber, ob der Name Weichsel indoeuropäischer oder prä-indoeuropäischer Herkunft ist. Im Falle der indoeuropäischen Herkunft geht der Name wahrscheinlich auf die indogermanische Wurzel *u̯eis- für „sickern“ bzw. „langsam, zähflüssig“ zurück. Der polnische Name Wisła leitet sich vom lateinischen Vistla ab. Das Buchstabenpaar -tl- wurde schlicht durch das polnische -ł- ersetzt. So heißt dann auch die erste Stadt, durch welche die Weichsel fließt.
Der Name „Weichsel-Eiszeit“ für die letzte Eiszeit in Nordeuropa geht wahrscheinlich auf einen Vorschlag von Konrad Keilhack zurück. Ab 1909 wurde die Bezeichnung bei der Preußischen Geologischen Landesanstalt verwendet.

## Verlauf

### Oberlauf

#### Schlesische Beskiden und Schlesisches Vorgebirge
Der Strom entspringt auf dem Gemeindegebiet der gleichnamigen Stadt in den Schlesischen Beskiden auf einer Höhe 1107 m n.p.m. bzw. 1080 m n.p.m. am südwestlichen Hang der Barania Góra aus den Bächen Czarna Wisełka und Biała Wisełka, die nach neun beziehungsweise sieben Kilometern in den Stausee Jezioro Czerniańskie münden. Der abfließende Gebirgsbach trägt den Namen Wisełka und wird erst ab der Einmündung der Malinka zur Weichsel. In Ustroń verlässt sie die Schlesischen Beskiden und durchfließt das dicht besiedelte Schlesische Vorgebirge um Skoczów, wo es die ebenfalls in den Schlesischen Beskiden entspringende Brennica aufnimmt.

#### Auschwitzer Becken und Krakauer Tor
Nach Verlassen des Gebirges fließt die Weichsel in das Auschwitzer Becken und wendet sich nach Osten, wo sie ein Stück weit die historische Grenze zwischen Oberschlesien und Kleinpolen bildet. Kurz nach Strumień mündet sie in den Goczałkowice-Stausee. Unterhalb der Talsperre ist sie schiffbar. Hinter Auschwitz und Aufnahme der Soła verengt sich das weite Auschwitzer Becken zum Krakauer Tor zwischen dem Pogórze Wielickie (Groß-Salzer Gebirge) im Süden und dem Tenczyner Rücken, einem Teil des Krakau-Tschenstochauer Jura, im Norden. Etwa 70 km nach dem Stausee fließt die Weichsel durch die alte Königsstadt Krakau (Kraków).

#### Sandomirer Becken
In Krakau verlässt die Weichsel das schmale Krakauer Becken und fließt in die große tektonische Senke des Sandomirer Beckens, in dem sie das Wasser zahlreicher Karpatenflüsse von rechts aufnimmt, die die Beskiden, Pieninen und die Tatra entwässern. Im Sandomirer Becken fließt die Weichsel ostwärts, am Südrand des Krakau-Tschenstochauer Jura und dem Heiligkreuzgebirge. Südlich des Beckens schließt sich das Karpatenvorland und dann östlich das Roztocze an. Von Niepołomice 25 km östlich von Krakau bis etwas unterhalb der Mündung des San war die Weichsel von 1815 bis 1916 die Grenze zwischen dem Habsburgerischen Galizien und dem Russischen Reich. 70 km hinter Niepołomice fließt der Dunajec, der seinen Ursprung in der Hohen Tatra hat, in die Weichsel. Bald hinter Sandomierz mündet von den Bieszczady her der San, der östlichste Karpatenfluss, der in die Weichsel entwässert. Der Oberlauf der Weichsel endet mit dem Zusammenfluss beider Flüsse südlich von Zawichost.

### Mittellauf

#### Kleinpolnischer Weichseldurchbruch
Ab Zawichost beginnt der Kleinpolnische Weichseldurchbruch durch die Polnische Hochebene zwischen dem Lubliner Hochland im Osten und dem Kielcer Hochland im Westen. Hier fließt sie an alten Handelsstädten wie Kazimierz Dolny und Janowiec vorbei.

#### Masowische Tiefebene
Weiter nördlich bei Puławy erreicht die Weichsel die Polnische Tiefebene, konkret die Masowische Tiefebene. Ihr kaum regulierter Mittellauf ist durch zahlreiche Mäander und Sandbänke gekennzeichnet, die die Schifffahrt erschweren. Am nördlichen Rand ihres Mittellaufs durchfließt die Weichsel im Warschauer Becken die polnische Hauptstadt.

### Unterlauf

#### Urstromtäler
Der Unterlauf beginnt bei der Mündung der Narew in die Weichsel. Kurz hinter Warschau gelangt sie in den Bereich überwiegend ostwestlich ausgerichteter Urstromtäler, durch die ihr von Osten, kurz vorher vereint, Bug und Narew zufließen. Hier wendet sie sich stark nach Westen im Warschau-Berliner Urstromtal, an das sich das Thorn-Eberswalder Urstromtal abschließt, und passiert Płock, Dobrzyń nad Wisłą, Włocławek und Thorn. Bei Włocławek besteht seit 1970 ein großes Stauwehr mit Wasserkraftwerk.
Bei Bromberg, dessen Stadtzentrum nicht am Strom liegt, verlässt sie das große ostwestliche Urstromtal und durchbricht in dem Unteren Weichseltal im Fordon-Durchbruch den baltischen Landrücken. Dieser umfasst zwischen Weichsel und Oder die Pommersche Seenplatte, zwischen Weichsel und Njemen die Masurische Seenplatte. In den letzten beiden Jahrzehnten des 20. Jahrhunderts wurden am Mittellauf umfangreiche Regulierungsmaßnahmen durchgeführt, um die Schiffbarkeit zu verbessern.

#### Delta
Der Einstrom des Flusses in die Ostsee wurde natürlicherweise durch den Dünenrücken der Danziger Binnennehrung versperrt, des westlichen Teils der Frischen Nehrung (Mierzeja Wiślana). Zwischen Landrücken und Dünenrücken hat sich ein Delta gebildet. Kurz hinter Gniew (Mewe) zweigt nach Osten die Nogat ab, die erst 1371 durch ein Hochwasser vom selbständigen Fluss (wieder) zum Weichselarm wurde und im Bereich der Elbinger Niederung in das Frische Haff (polnisch Zalew Wiślany, also Weichselhaff) mündet. Kurz vor dem Dünenrücken verzweigte sich natürlicherweise der Hauptstrom der Weichsel in die Elbinger oder Königsberger Weichsel (Szkarpawa), die ebenfalls ins Frische Haff mündet und bis Anfang des 19. Jahrhunderts der Hauptstrom war, sowie in die Danziger Weichsel, die nahe der Stadt Danzig den Dünenrücken durchbrach und die in die Danziger Bucht (polnisch Zatoka Gdańska) mündete. Im Jahre 1840 entstand bei einem Hochwasser ein neuer Weichseldurchbruch auf halbem Wege zwischen der Gabelung und Danzig, woraufhin der westliche untere Teil des alten Mündungsarms versandete. Um die Hochwassergefährdung des Weichseldeltas zu vermindern, wurde in den Jahren 1889 bis 1895 dann von dieser Gabelung aus der Weichseldurchstich (polnisch Przekop Wisły) geschaffen; der größte Teil des Weichselwassers strömt seitdem durch diesen in die Ostsee. Um ein drohendes Versanden der Danziger Weichsel zu verhindern, wurde eine Schleuse gebaut; der Mündungsarm wurde zunehmend Tote Weichsel (polnisch Martwa Wisła) genannt.
Der östliche Weichselarm Szkarpawa hat seinerseits ein Delta ausgebildet. Dessen nördlichster Arm wird weiterhin Wisła Królewiecka (Königsberger Weichsel) genannt.

## Geschichte
Die ersten schriftlichen Erwähnungen der Weichsel sind etwas mehr als 2000 Jahre alt und stammen von römisch-antiken Autoren. Während der Antike verlief die Bernsteinstraße vom römischen Reich über die Mährische Pforte und entlang der Weichsel, an deren Mündung in die Ostsee der Bernsteinhandelsplatz Turso lag.
Pomponius Mela nannte 44 n. Chr. im dritten Buch der Chorographia (3,27) die Vistula als Grenze zwischen Germanien und Sarmatien. Plinius der Ältere nannte um 77 n. Chr. in seiner Naturgeschichte (4,52; 4,89) ausdrücklich zwei Namen: „Visculus sive Vistla“. Der Vistla-Fluss floss demnach in das Mare Suebicum, das heute als Ostsee bekannt ist.
Plinius bezeichnete gleichfalls die Weichsel als den Grenzfluss zwischen dem germanischen und sarmatischen Einflussgebiet. Die zu seiner Zeit im Weichselgebiet lebenden Ostgermanen bezeichnete Plinius als Vandili (Vandalen) und nannte als Teilstämme Burgodiones (Burgunder), Varinnae, Charini und Gutones (Goten). Die Goten hatten sich erst im letzten Jahrhundert vor der Zeitenwende an der unteren und mittleren Weichsel angesiedelt, begannen aber schon um 200 n. Chr. wieder abzuwandern und sind ab dem 5. Jahrhundert nicht mehr dort nachzuweisen.
Abgesehen von den Wanderungsbewegungen änderten sich auch die Bezeichnungen: Tacitus bezeichnete in seiner Germania die östlich der Weichselmündung wohnenden Aesti oder Aisti (wohl gleichbedeutend mit der heutigen Bezeichnung Balten) als Germanen, wies aber darauf hin, dass sie eine dem Britischen (Keltisch) ähnelnde Sprache sprechen und unterschied sie von den Suebi.
Ab dem 5./6. Jahrhundert nach Chr. sind slawische Siedlungen an der Weichsel nachgewiesen. Zwischen germanischer und slawischer Siedlungsperiode ist in diesen Gebieten ein erheblicher Abwanderungsverlust festzustellen. In der germanischen Schrifttradition sind die Weichselwälder („Wistlawudu“, Widsith, Vers 121), d. h. das Gebiet der Przeworsk-Kultur, die Heimat der Goten und anderer Germanen:
Wulfhere sohte ic ond Wyrmhere; ful oft þær wig ne alæg,
þonne Hræda here heardum sweordum
ymb Wistlawudu wergan sceoldon
ealdne eþelstol ætlan leodum.
Als Jordanes im 6. Jahrhundert eine Chronik der Goten, Getica, erstellte, benannte er den Fluss Vistula. Er beschrieb ebenfalls zwei weitere Flüsse mit dem Namen Viscla. Dieser Name bezieht sich auf den Nebenfluss Wisłoka und den Nebenfluss des San, Wisłok.
Etwa im Jahre 850 n. Chr. wurden die meist östlich der Mündung der Weichsel wohnenden Prußen vom Bayerischen Geograph als „Bruz“ erwähnt.
Schon einer der ersten polnischen Chronisten Wincenty Kadłubek beschrieb die Weichsel als den Heimatort der Wandalen, von denen er die polnische Sage Wanda herleitete.
Im Hochmittelalter erlangte die Weichsel eine wichtige Rolle als Handelsstraße von Krakau nach Danzig. Der Weichselhandel wurde allerdings infolge der Besetzung Danzigs durch den Deutschen Orden im Jahr 1308 beeinträchtigt. Nach dem Zweiten Frieden von Thorn 1466 lag die Weichsel wieder vollständig auf polnischem Gebiet. Die mehr als 300 Jahre zwischen dem Thorner Frieden und der Ersten Polnischen Teilung 1772 gelten als Blütezeit des Weichselhandels und Danzigs als Handelsplatz, der Polen-Litauen mit den westeuropäischen Handelsnationen der Engländer und Holländer verband. Über die Weichsel und Danzig wurde das polnische Getreide nach Westeuropa exportiert, als Polen-Litauen die Kornkammer des Kontinents war, sowie Kolonialwaren aus Westeuropa importiert.
Ende des 18. Jahrhunderts fanden Weichsel und Warthe nach der dritten Teilung Polens als Freiheitssymbole Eingang in die polnische Nationalhymne Mazurek Dąbrowskiego.

## Hoch- und Niedrigwasser
Da die Weichsel nur teilweise reguliert ist, kommt es häufig zu Hochwasser-, aber auch zu Niedrigwasserständen. Hochwasser am Oberlauf tritt in der Regel im Frühsommer auf, wenn die Karpatenflüsse viel Regenwasser von den Bergen ins Tal bringen. Hochwasser am Mittel- und Unterlauf tritt in der Regel nach der Schneeschmelze im Frühjahr auf. Zum Hochwasserschutz wurden drei Speicherseen an der Weichsel errichtet:
| Stausee                | Deutsche Bezeichnung | Lage                 | Bild |
| ---------------------- | -------------------- | -------------------- | ---- |
| Jezioro Czerniańskie   | Czerna-Stausee       | Schlesische Beskiden |      |
| Jezioro Goczałkowickie | Goczałkowice-Stausee | Auschwitzer Becken   |      |
| Jezioro Włocławskie    | Włocławek-Stausee    | Unteres Weichseltal  |      |

Eine vierte Staustufe ist in Siarzewo geplant. Zudem gibt es in den Beskiden und Pieninen zahlreiche Stauseen auf den Zuflüssen der Weichsel, die vor Hochwasser nach Starkregen oder Schneeschmelze in den Bergen schützen sollen:
| Stausee                | Deutsche Bezeichnung  | Fluss           | Entwässerte Gebirge                                         | Bild |
| ---------------------- | --------------------- | --------------- | ----------------------------------------------------------- | ---- |
| Jezioro Wielka Łąka    | Große-Wiese-Stausee   | Wapienica       | Schlesische Beskiden                                        |      |
| Jezioro Żywiec         | Żywiec-Stausee        | Soła            | Saybuscher Becken, Schlesische, Saybuscher, Kleine Beskiden |      |
| Jezioro Międzybrodzkie | Międzybrodzie-Stausee | Soła            | Kleine Beskiden                                             |      |
| Jezioro Czanieckie     | Czaniec-Stausee       | Soła            | Kleine Beskiden                                             |      |
| Zbiornik Świnna Poręba | Świnna Poręba-Stausee | Skawa           | Kleine Beskiden, Makower Beskiden                           |      |
| Jezioro Dobczyckie     | Dobczyce-Stausee      | Raba            | Makower Beskiden                                            |      |
| Jezioro Czorsztyńskie  | Czorsztyn-Stausee     | Dunajec, Białka | Tatra, Pieninen, Gorce, Saybuscher Beskiden                 |      |
| Jezioro Sromowskie     | Sromowce-Stausee      | Dunajec         | Mittlere Pieninen                                           |      |
| Jezioro Rożnowskie     | Rożnów-Stausee        | Dunajec         | Sandezer Beskiden                                           |      |
| Jezioro Czchowskie     | Czchów-Stausee        | Dunajec         | Inselbeskiden                                               |      |
| Jezioro Klimkowskie    | Klimkówka-Stausee     | Ropa            | Niedere Beskiden                                            |      |
| Jezioro Sieniawskie    | Sieniawa-Stausee      | Wisłok          | Jasło-Krosno Becken                                         |      |
| Jezioro Solińskie      | Solina-Stausee        | San             | Waldkarpaten, Bieszczady                                    |      |
| Jezioro Myczkowskie    | Myczkowce-Stausee     | San             | Waldkarpaten, Bieszczady                                    |      |

Weitere Stauseen zum Hochwasserschutz im Flusssystem der Weichsel sind:
| Stausee                  | Deutsche Bezeichnung     | Fluss             | Bild |
| ------------------------ | ------------------------ | ----------------- | ---- |
| Jezioro Chechelskie      | Chechło-Stausee          | Chechło           |      |
| Jezioro Brodzkie         | Brody-Stausee            | Kamienna          |      |
| Jezioro Chańcza          | Chańcza-Stausee          | Czarna Staszowska |      |
| Jezioro Nielisz          | Nielisz-Stausee          | Wieprz            |      |
| Jezioro Zemborzyckie     | Zemborzycki-Stausee      | Bystrzyca         |      |
| Jezioro Domaniowskie     | Domaniów-Stausee         | Radomka           |      |
| Jezioro Sulejowski       | Sulejów-Stausee          | Pilica            |      |
| Jezioro Niewiadoma       | Niewiadoma-Stausee       | Cetynia           |      |
| Jezioro Siczki           | Siczki-Stausee           | Gzówka            |      |
| Jezioro Zygmunta Augusta | Sigismund-August-Stausee | Nereśl            |      |
| Jezioro Siemianówka      | Siemianówka-Stausee      | Narew             |      |
| Jezioro Zegrzyńskie      | Zegrze-Stausee           | Narew             |      |
| Jezioro Koronowskie      | Polnisch-Krone-Stausee   | Brda              |      |
| Jezioro Smukalskie       | Smukała-Stausee          | Brda              |      |
| Jezioro Żurskie          | Żur-Stausee              | Wda               |      |

Zwischen Oświęcim und Nowa Huta in Krakau ist die Weichsel reguliert, um den Wasserstand für die Schifffahrt stabil zu halten und Krakau vor Hochwassern zu schützen.
Zu besonders schweren Überschwemmungen an der Weichsel kam es in den Jahren: 1813, 1844, 1888, 1934, 1960, 1997, 2001, 2010. Im Mai 2010 kam es in Polen (und in anderen Ländern Mitteleuropas) zu großen Hochwassern.
Im September 2012 war der Wasserstand der Weichsel historisch niedrig und lag bei 58 cm. Während dieser Zeit fand man auf dem Flussboden jahrhundertealte Artefakte. Im August 2015 wurde ein neuer Allzeittiefstand von nur 41 cm gemessen.

## Verwaltungseinheiten

### Woiwodschaften
Acht Woiwodschaften haben Anteil an der Weichsel, was die Hälfte aller 16 polnischen Woiwodschaften ausmacht.
Reihenfolge flussabwärts:
| Wappen | Woiwodschaft                   | Deutsche Bezeichnung          |
| ------ | ------------------------------ | ----------------------------- |
|        | Województwo śląskie            | Woiwodschaft Schlesien        |
|        | Województwo małopolskie        | Woiwodschaft Kleinpolen       |
|        | Województwo świętokrzyskie     | Woiwodschaft Heiligkreuz      |
|        | Województwo podkarpackie       | Woiwodschaft Karpatenvorland  |
|        | Województwo lubelskie          | Woiwodschaft Lublin           |
|        | Województwo mazowieckie        | Woiwodschaft Masowien         |
|        | Województwo kujawsko-pomorskie | Woiwodschaft Kujawien-Pommern |
|        | Województwo pomorskie          | Woiwodschaft Pommern          |

### Städte und Gemeinden
Reihenfolge flussabwärts, Großstädte in Fettsatz, Einwohnerzahlen von Städten vom 31. Dezember 2016, Gemeinden, die keine Städte sind, kursiv:
| Gemeinde             | Deutsche Bezeichnung | Kreis                 | Einwohner | Bild |
| -------------------- | -------------------- | --------------------- | --------- | ---- |
| Wisła                | Weichsel             | Powiat Cieszyński     | 11.048    |      |
| Ustroń               | Ustron               | Powiat Cieszyński     | 16.065    |      |
| Harbutowice          | Harbutowitz          | Powiat Cieszyński     | 883       |      |
| Górki Wielkie        | Groß Gurek           | Powiat Cieszyński     | 3950      |      |
| Skoczów              | Skotschau            | Powiat Cieszyński     | 14.502    |      |
| Strumień             | Schwarzwasser        | Powiat Cieszyński     | 3643      |      |
| Zabrzeg              |                      | Powiat Bielski        | 3107      |      |
| Goczałkowice-Zdrój   | Bad Gottschalkowitz  | Powiat Pszczyński     | 6689      |      |
| Czechowice-Dziedzice | Czechowitz-Dzieditz  | Powiat Bielski        | 35.725    |      |
| Brzeszcze            |                      | Powiat Oświęcimski    | 11.430    |      |
| Oświęcim             | Auschwitz            | Powiat Oświęcimski    | 38.972    |      |
| Skawina              | Konradshof           | Powiat Krakowski      | 24.317    |      |
| Kraków               | Krakau               |                       | 765.320   |      |
| Niepołomice          | Niepolomitz          | Powiat Wielicki       | 12 507    |      |
| Szczucin             |                      | Powiat Dąbrowski      | 4170      |      |
| Baranów Sandomierski |                      | Powiat Tarnobrzeski   | 1478      |      |
| Tarnobrzeg           |                      |                       | 47.595    |      |
| Sandomierz           | Sandomir             | Powiat Sandomierski   | 23.993    |      |
| Zawichost            |                      | Powiat Sandomierski   | 1.817     |      |
| Annopol              |                      | Powiat Kraśnicki      | 2606      |      |
| Józefów nad Wisłą    |                      | Powiat Opolski        | 921       |      |
| Janowiec             |                      | Powiat Puławski       | 1000      |      |
| Kazimierz Dolny      |                      | Powiat Puławski       | 2.594     |      |
| Puławy               |                      | Powiat Puławski       | 48.408    |      |
| Dęblin               | Demblin              | Powiat Rycki          | 16.526    |      |
| Góra Kalwaria        | Kalvarienberg        | Powiat Piaseczyński   | 11.868    |      |
| Otwock               |                      | Powiat Otwocki        | 44 873    |      |
| Warszawa             | Warschau             |                       | 1.753.977 |      |
| Czerwińsk nad Wisłą  |                      | Powiat Płoński        | 1089      |      |
| Płock                | Plotzk               |                       | 121.295   |      |
| Dobrzyń nad Wisłą    | Dobrin               | Powiat Lipnowski      | 2.221     |      |
| Włocławek            | Leslau               |                       | 112.483   |      |
| Nieszawa             | Nessau               | Powiat Aleksandrowski | 1.950     |      |
| Ciechocinek          | Hermannsbad          | Powiat Aleksandrowski | 10.526    |      |
| Toruń                | Thorn                |                       | 202.521   |      |
| Solec Kujawski       | Schulitz             | Powiat Bydgoski       | 15.660    |      |
| Bydgoszcz            | Bromberg             |                       | 353.938   |      |
| Chełmno              | Kulm                 | Powiat Chełmiński     | 19.991    |      |
| Świecie              | Schwetz              | Powiat Świecki        | 25.974    |      |
| Grudziądz            | Graudenz             |                       | 95.964    |      |
| Nowe                 | Neuenburg            | Powiat Świecki        | 5.994     |      |
| Gniew                | Mewe                 | Powiat Tczewski       | 6.840     |      |
| Malbork              | Marienburg           | Powiat Malborski      | 38.848    |      |
| Tczew                | Dirschau             | Powiat Tczewski       | 60.276    |      |
| Gdańsk               | Danzig               |                       | 463.754   |      |
| Mikoszewo            | Nickelswalde         | Powiat Nowodworski    | 710       |      |

## Nebenflüsse
Reihenfolge flussabwärts mit Längenangabe (ab 300 km Fettsatz), Abfluss und Größe des Einzugsgebietes; eingerückt mündungsnahe Nebenflüsse der Nebenflüsse

### Hauptstrom
| Fluss                | Deutsche Bezeichnung  | Richtung | Länge    | Einzugsgebiet | Quellgebiet                  | Bild |
| -------------------- | --------------------- | -------- | -------- | ------------- | ---------------------------- | ---- |
| Biała Wisełka        | Kleine Weiße Weichsel | rechts   | 7 km     |               | Schlesische Beskiden         |      |
| Malinka              |                       | rechts   | 8 km     |               | Schlesische Beskiden         |      |
| Gościejów            |                       | rechts   | 4,3 km   |               | Schlesische Beskiden         |      |
| Kopydło              |                       | links    | 7,6 km   |               | Schlesische Beskiden         |      |
| Dziechcinka          |                       | links    | 5,3 km   |               | Schlesische Beskiden         |      |
| Jawornik             |                       | links    | 4,8 km   |               | Schlesische Beskiden         |      |
| Dobka                |                       | rechts   | 5,7 km   |               | Schlesische Beskiden         |      |
| Gościeradowiec       |                       | rechts   | 2,8 km   |               | Schlesische Beskiden         |      |
| Brennica             | Brennitz              | rechts   | 16,8 km  |               | Schlesische Beskiden         |      |
| Bładnica             |                       | links    | 12,5 km  | 42,1 km²      | Schlesisches Vorgebirge      |      |
| Knajka               |                       | links    | 19 km    | 68,8 km²      | Schlesisches Vorgebirge      |      |
| Iłownica             |                       | rechts   | 27,88 km | 201,1 km²     | Schlesisches Vorgebirge      |      |
| Biała                | Bialka                | rechts   | 28,6 km  | 139 km²       | Schlesische Beskiden         |      |
| Pszczynka            |                       | links    | 45,26 km |               | Schlesische Hochebene        |      |
| Gostynia             |                       | links    | 32,1 km  | 349 km²       | Schlesische Hochebene        |      |
| Przemsza             | Perzemsa              | links    | 28 km    | 2121 km²      | Schlesische Hochebene        |      |
| Soła                 | Sola                  | rechts   | 80 km    | 1400 km²      | Saybuscher Beskiden          |      |
| Chechło              |                       | links    | 26 km    | 116 km²       | Krakau-Tschenstochauer Jura  |      |
| Skawa                | Schaue                | rechts   | 78 km    | 1160 km²      | Saybuscher Beskiden          |      |
| Skawinka             |                       | rechts   | 34 km    | 365 km²       | Makower Beskiden             |      |
| Sanka                |                       | links    | 18,3 km  | 94 km²        | Krakau-Tschenstochauer Jura  |      |
| Rudawa               |                       | links    | 35,8 km  | 318,3 km²     | Krakau-Tschenstochauer Jura  |      |
| Wilga                |                       | rechts   | 26,7 km  | 101,1 km²     | Pogórze Wielickie            |      |
| Prądnik              |                       | links    | 34,5 km  | 195,8 km²     | Krakau-Tschenstochauer Jura  |      |
| Dłubnia              |                       | links    | 50,76 km | 272 km²       | Krakau-Tschenstochauer Jura  |      |
| Raba                 |                       | rechts   | 132 km   | 1537 km²      | Gorce                        |      |
| Szreniawa            |                       | links    | 80 km    | 706 km²       | Krakau-Tschenstochauer Jura  |      |
| Uszwica              |                       | rechts   | 61,2 km  | 323 km²       | Inselbeskiden                |      |
| Nidzica              |                       | links    | 66 km    | 708 km²       | Krakau-Tschenstochauer Jura  |      |
| Dunajec              | Dohnst                | rechts   | 247 km   | 6804 km²      | Hohe Tatra, Westtatra        |      |
| Nida                 |                       | links    | 151 km   | 3865 km²      | Heiligkreuzgebirge           |      |
| Breń                 |                       | rechts   | 52 km    |               | Tarnower Hochebene           |      |
| Czarna Staszowska    |                       | links    | 61 km    | 1358 km²      | Heiligkreuzgebirge           |      |
| Wisłoka              | Wittewater            | rechts   | 164 km   | 4110 km²      | Niedere Beskiden             |      |
| Babulówka            |                       | rechts   | 32 km    |               | Sandomirer Becken            |      |
| Koprzywianka         |                       | links    | 66 km    | 707 km²       | Heiligkreuzgebirge           |      |
| Trześniówka          |                       | rechts   | 57 km    | 570 km²       | Sandomirer Becken            |      |
| Łęg                  |                       | rechts   | 85,5 km  | 960 km²       | Sandomirer Becken            |      |
| San                  | Saan                  | rechts   | 433 km   | 16.861 km²    | Bieszczady                   |      |
| Opatówka             |                       | links    | 51 km    | 282 km²       | Heiligkreuzgebirge           |      |
| Sanna                |                       | rechts   | 51 km    | 606 km²       | Lubliner Hochland            |      |
| Wyżnica              |                       | rechts   | 42,5 km  | 508 km²       | Lubliner Hochland            |      |
| Kamienna             |                       | links    | 138 km   | 2008 km²      | Kielcer Hochland             |      |
| Iłżanka              |                       | links    | 77 km    | 1127 km²      | Kielcer Hochland             |      |
| Zwoleńka             |                       | links    | 37 km    | 230,2 km²     | Mittelmasowische Tiefebene   |      |
| Chodelka             |                       | rechts   | 49,3 km  | 566 km²       | Lubliner Hochland            |      |
| Plewka               |                       | links    | 27,88 km |               | Mittelmasowische Tiefebene   |      |
| Kurówka              |                       | rechts   | 50 km    | 395,4 km²     | Lubliner Hochland            |      |
| Wieprz               |                       | rechts   | 303 km   | 10.400 km²    | Roztocze                     |      |
| Zagożdżonka          |                       | links    | 46,21 km | 568,5 km²     | Mittelmasowische Tiefebene   |      |
| Radomka              |                       | links    | 100 km   | 2000 km²      | Südmasowisches Hügelland     |      |
| Wilga                |                       | rechts   | 67 km    | 569 km²       | Żelechów Landrücken          |      |
| Pilica               | Pilitza               | links    | 319 km   | 9245 km²      | Krakau-Tschenstochauer Jura  |      |
| Świder               |                       | rechts   | 85 km    |               | Żelechów Landrücken          |      |
| Jeziorka             |                       | links    | 66,3 km  | 975,3 km²     | Mittelmasowische Tiefebene   |      |
| Narew                | Nare                  | rechts   | 484 km   | 75.200 km²    | Białowieża-Urwald            |      |
| Bzura                |                       | links    | 166 km   | 7660 km²      | Mittelmasowische Tiefebene   |      |
| Skrwa Lewa           | Linke Skrwa           | links    | 51,7 km  |               | Mittelmasowische Tiefebene   |      |
| Skrwa Prawa          | Rechte Skrwa          | rechts   | 114 km   | 1704 km²      | Kulm-Dobrzyner Seenplatte    |      |
| Zgłowiączka          |                       | links    | 79 km    | 1496 km²      | Kujawische Seenplatte        |      |
| Mień                 | Meinbach              | rechts   | 53,5 km  |               | Kulmsee-Dobrzyner Seenplatte |      |
| Tążyna               | Tonzyna               | rechts   | 49,8 km  |               | Großpolnische Seenplatte     |      |
| Drwęca               | Drewenz               | rechts   | 253 km   |               | Masurische Seenplatte        |      |
| Zielona Struga       | Grünfließ             | links    | 34,3 km  |               | Großpolnische Seenplatte     |      |
| Struga Toruńska      | Bostoltz              | rechts   | 51,5 km  | 371 km        | Kulmseer Seenplatte          |      |
| Brda                 | Brahe                 | links    | 238 km   | 4634 km²      | Bytower Seenplatte           |      |
| Struga Niewieścińska |                       | links    | 11 km    |               | Südpommersche Seenplatte     |      |
| Fryba                | Fribbe                | rechts   | 39,6 km  |               | Kulmseer Seenplatte          |      |
| Wda                  | Schwarzwasser         | links    | 210 km   | 2345 km²      | Bytower Seenplatte           |      |
| Osa                  | Ossa                  | rechts   | 96 km    | 1600 km²      | Eylauer Seenplatte           |      |
| Wierzyca             | Ferse                 | links    | 112 km   | 1600 km²      | Kaschubische Seenplatte      |      |

### Delta

#### Leniwka
| Fluss         | Deutsche Bezeichnung | Richtung | Länge  | Einzugsgebiet | Quellgebiet   | Bild |
| ------------- | -------------------- | -------- | ------ | ------------- | ------------- | ---- |
| Kanał Młyński | Mühlen Graben        | links    | 8,2 km |               | Weichseldelta |      |
| Przekop Wisły | Weichseldurchstich   | Mündung  | 7,1 km |               | Weichseldelta |      |

#### Nogat
| Fluss              | Deutsche Bezeichnung | Richtung | Länge    | Einzugsgebiet | Quellgebiet        | Bild |
| ------------------ | -------------------- | -------- | -------- | ------------- | ------------------ | ---- |
| Liwa               | Liebe                | rechts   | 111,4 km | 990,8 km²     | Eylauer Seenplatte |      |
| Młynówka Malborska |                      | rechts   | 29,3 km  |               | Eylauer Seenplatte |      |
| Kanał Jagielloński | Jagiellonenkanal     | rechts   | 5,7 km   |               | Weichseldelta      |      |

#### Szkarpawa
| Fluss             | Deutsche Bezeichnung  | Richtung | Länge   | Einzugsgebiet | Quellgebiet   | Bild |
| ----------------- | --------------------- | -------- | ------- | ------------- | ------------- | ---- |
| Szkarpawa         | Elbinger Weichsel     | Mündung  | 25,4 km | 780 km²       | Weichseldelta |      |
| Wisła Królewiecka | Königsberger Weichsel | Mündung  | 11,5 km |               | Weichseldelta |      |

#### Wisła Śmiała
| Fluss        | Deutsche Bezeichnung | Richtung | Länge  | Einzugsgebiet | Quellgebiet   | Bild |
| ------------ | -------------------- | -------- | ------ | ------------- | ------------- | ---- |
| Wisła Śmiała |                      | Mündung  | 2,5 km |               | Weichseldelta |      |

#### Martwa Wisła
| Fluss         | Deutsche Bezeichnung | Richtung | Länge  | Einzugsgebiet | Quellgebiet             | Bild |
| ------------- | -------------------- | -------- | ------ | ------------- | ----------------------- | ---- |
| Czarna Łacha  |                      | links    | 7 km   |               | Danziger Werder         |      |
| Opływ Motławy |                      | links    | 7 km   |               | Danziger Werder         |      |
| Motława       | Mottlau              | links    | 65 km  | 1511,3 km²    | Starogarder Seenplatte  |      |
| Strzyża       | Strießbach           | links    | 9,4 km | 22 km²        | Kaschubische Seenplatte |      |

## Kanalverbindungen
| Kanal                    | Deutsche Bezeichnung | Verbindung                                                                      | Bild |
| ------------------------ | -------------------- | ------------------------------------------------------------------------------- | ---- |
| Kanał Augustowski        | Augustów-Kanal       | Narew – Biebrza – Kanał Augustowski – Czarna Hańcza – Njemen                    |      |
| Kanał Dniepr-Bug         | Dnepr-Bug-Kanal      | Narew – Westlicher Bug – Dnepr-Bug-Kanal – Dnepr                                |      |
| Kanał Bachorze           | Bachorze-Kanal       | Zgłowiączka – Kanał Bachorze – Jezioro Gopło                                    |      |
| Kanał Bydgoski           | Bromberger-Kanal     | Brda – Kanał Bydgoski – Noteć – Warta – Oder                                    |      |
| Kanał Notecki            | Netze-Kanal          | Brda – Kanał Bydgoski – Kanał Notecki – Jezioro Gopło – Kanał Ślesiński – Warta |      |
| Kanał Ślesiński          | Ślesiński-Kanal      | Brda – Kanał Bydgoski – Kanał Notecki – Jezioro Gopło – Ślesiński-Kanal – Warta |      |
| Kanał Jagielloński       | Kraffohlkanal        | Nogat – Kanał Jagielloński – Elbląg – Kanał Ostródzko-Elbląski – Ostróda        |      |
| Kanał Ostródzko-Elbląski | Oberländischer Kanal | Nogat – Kanał Jagielloński – Elbląg – Kanał Ostródzko-Elbląski – Ostróda        |      |

## Verkehr

### Schifffahrt
Die Weichsel ist ab kurz vor Oświęcim bis Danzig schiffbar, wobei im Oberlauf nur der Abschnitt Oświęcim bis Nowa Huta in Krakau als Wasserweg Obere Weichsel mit Schleusen und Kanälen ausgebaut ist. Unterhalb von Krakau mäandert der Fluss wieder in seinem ursprünglichen Zustand, der eine intensivere Schifffahrt außerhalb von einer touristischen Nutzung durch kleine Sportboote und Kajaks unmöglich macht. Ab Warschau bis Danzig ist die Weichsel wieder für größere Schiffe befahrbar. Sie ist Teil der internationalen Wasserstraßen E40 von der Ostsee zum Schwarzen Meer und E70 von Antwerpen nach Klaipėda.

### Eisenbahn
Bereits in ihrem Quellgebiet in den Schlesischen Beskiden wird der Oberlauf der Weichsel von der Bahnstrecke Goleszów–Wisła Głębce begleitet. Alle größeren Städte an der Weichsel sind an das polnische Eisenbahnnetz angeschlossen.

### Straße
Unterhalb der Weichselquellen verläuft die Woiwodschaftsstraße 941. Woiwodschaftsstraßen begleiten die Weichsel auf ihrem Lauf, nur in ihrem Unterlauf wird sie von Włocławek bis Toruń und von Grudziądz bis Danzig von der Autobahn A1 begleitet.

### Fahrrad
Der rund 1200 Kilometer lange Weichselfernradweg entlang des Flusses von Wisła nach Danzig ist in Teilstücken fertig und wird weiter ausgebaut. Derzeit sind die Teilabschnitte von den Quellen bis Szczucin in den Woiwodschaften Schlesien und Kleinpolen sowie von Dobrzyń nad Wisłą bis Kwidzyn in der Woiwodschaft Kujawien-Pommern fertig, was zusammen etwa die Hälfte der Strecke ausmacht.

## Naturschutz
Pro Jahr trägt die Weichsel mit schätzungsweise 317 Tonnen Mikroplastik zu dem Plastikmüll in den Ozeanen bei. Die Weichsel fließt durch zahlreiche Wälder, zum Beispiel durch den Sandomirer Urwald, sowie durch zahlreiche Naturschutzgebiete (beziehungsweise befinden sich Naturschutzgebiete im Weichseltal, zum Beispiel Naturschutzgebiet Zbocza Płutowskie sowie Schutzgebiete der Natur 2000, wie zum Beispiel die Wiśliska).
Naturschutzgebiete unmittelbar an der Weichsel:

### Vogelschutzgebiet
| Vogelschutzgebiet        | Deutsche Bezeichnung               | Kennung   | Bild |
| ------------------------ | ---------------------------------- | --------- | ---- |
| Dolina Górnej Wisły      | Oberes Weichseltal                 | PLB240001 |      |
| Stawy w Brzeszczach      | Brzeszczy Teiche                   | PLB120009 |      |
| Dolina Dolnej Skawy      | Unteres Skawatal                   | PLB120005 |      |
| Małopolski Przełom Wisły | Kleinpolnischer Weichseldurchbruch | PLB140006 |      |
| Dolina Środkowej Wisły   | Mittleres Weichseltal              | PLB140004 |      |
| Dolina Dolnej Wisły      | Unteres Weichseltal                | PLB040003 |      |
| Ujście Wisły             | Weichselmündung                    | PLB220004 |      |

### Habitatschutzgebiete
| Habitatschutzgebiete       | Deutsche Bezeichnung               | Kennung   | Bild |
| -------------------------- | ---------------------------------- | --------- | ---- |
| Beskid Śląski              | Schlesische Beskiden               | PLH240005 |      |
| Jezioro Goczałkowickie     | Goczałkowice-Stausee               | PLH240039 |      |
| Tarnobrzeska Dolina Wisły  | Tarnobrzeger Weichseltal           | PLH180049 |      |
| Dolina Dolnego Sanu        | Unteres Santal                     | PLH180020 |      |
| Przełom Wisły w Małopolsce | Kleinpolnischer Weichseldurchbruch | PLH060045 |      |
| Kampinoska Dolina Wisły    | Kampinos Weichseltal               | PLH140029 |      |
| Włocławska Dolina Wisły    | Włocławek Weichseltal              | PLH040039 |      |
| Nieszawska Dolina Wisły    | Nessauer Weichseltal               | PLH040012 |      |
| Dybowska Dolina Wisły      | Dybower Weichseltal                | PLH040011 |      |
| Solecka Dolina Wisły       | Solecer Weichseltal                | PLH040003 |      |
| Dolna Wisła                | Untere Weichsel                    | PLH220033 |      |
| Ostoja w Ujściu Wisły      | Weichselmündung                    | PLH220044 |      |
| Twierdza Wisłoujście       | Festung Weichselmünde              | PLH220030 |      |

### Naturreservate
| Naturreservate                          | Deutsche Bezeichnung                 | Bild |
| --------------------------------------- | ------------------------------------ | ---- |
| Rezerwat przyrody Barania Góra          | Naturreservat Barania Góra           |      |
| Rezerwat przyrody Wisła                 | Naturreservat Weichsel               |      |
| Rezerwat przyrody Wisła pod Zawichostem | Naturreservat Weichsel bei Zawichost |      |
| Rezerwat przyrody Krowia Wyspa          | Naturreservat Krowia Wyspa           |      |
| Rezerwat przyrody Łachy Brzeskie        | Naturreservat Łachy Brzeskie         |      |
| Rezerwat przyrody Wyspy Świderskie      | Naturreservat Wyspy Świderskie       |      |
| Rezerwat przyrody Ławice Kiełpińskie    | Naturreservat Ławice Kiełpińskie     |      |
| Rezerwat przyrody Kępy Kazuńskie        | Naturreservat Kępy Kazuńskie         |      |
| Rezerwat przyrody Zakole Zakroczymskie  | Naturreservat Zakole Zakroczymskie   |      |
| Rezerwat przyrody Wikliny Wiślane       | Naturreservat Wikliny Wiślane        |      |
| Rezerwat przyrody Kępa Rakowska         | Naturreservat Kępa Rakowska          |      |
| Rezerwat przyrody Kępa Antonińska       | Naturreservat Kępa Antonińska        |      |
| Rezerwat przyrody Wyspy Zakrzewskie     | Naturreservat Wyspy Zakrzewskie      |      |
| Rezerwat przyrody Wyspy Białobrzeskie   | Naturreservat Wyspy Białobrzeskie    |      |
| Rezerwat przyrody Kępa Wykowska         | Naturreservat Kępa Wykowska          |      |
| Rezerwat przyrody Ławice Troszyńskie    | Naturreservat Ławice Troszyńskie     |      |

### Landschaftsschutzparks
| Landschaftsschutzpark                | Deutsche Bezeichnung                       | Homepage | Bild |
| ------------------------------------ | ------------------------------------------ | -------- | ---- |
| Park Krajobrazowy Beskidu Śląskiego  | Landschaftsschutzpark Schlesische Beskiden | Homepage |      |
| Bielańsko-Tyniecki Park Krajobrazowy | Landschaftsschutzpark Bielany-Tyniec       | Homepage |      |
| Kazimierski Park Krajobrazowy        | Landschaftsschutzpark Kazimierz            | Homepage |      |
| Nadwiślański Park Krajobrazowy       | Landschaftsschutzpark Weichsel             | Homepage |      |
| Nadwiślański Park Krajobrazowy       | Landschaftsschutzpark Chełmino             | Homepage |      |

### Naturparks
| Naturparks                                              | Deutsche Bezeichnung                     |
| ------------------------------------------------------- | ---------------------------------------- |
| Obszar Chronionego Krajobrazu Doliny Wisły              | Naturpark Weichseltal                    |
| Obszar Chronionego Krajobrazu Solec nad Wisłą           | Naturpark Solec nad Wisłą                |
| Chodelski Obszar Chronionego Krajobrazu                 | Naturpark Chodelski                      |
| Nadwiślański Obszar Chronionego Krajobrazu              | Naturpark Weichsel                       |
| Obszar Chronionego Krajobrazu rzeki Pilicy i Drzewiczki | Naturpark Täler der Pilica und Drzewiczk |
| Warszawski Obszar Chronionego Krajobrazu                | Naturpark Warschau                       |
| Obszar Chronionego Krajobrazu Niziny Ciechocińskiej     | Ciechocinek-Ebene                        |
| Obszar Chronionego Krajobrazu Doliny Kwidzyńskiej       | Kwidzyn-Tal                              |
| Obszar Chronionego Krajobrazu Białej Góry               | Naturpark Biała Góra                     |
| Obszar Chronionego Krajobrazu Rzeki Nogat               | Naturpark Nogat                          |
| Środkowożuławski Obszar Chronionego Krajobrazu          | Naturpark Mittlere Werder                |
| Obszar Chronionego Krajobrazu Żuław Gdańskich           | Naturpark Danziger Werder                |
| Obszar Chronionego Krajobrazu Wyspy Sobieszewskiej      | Naturpark Insel Sobieszewska             |

### Nationalpark
Der Nationalpark Kampinos reicht in Masowien von Süden an die Weichsel.